# Lịch sử Ấn Độ (1947–nay)
Lịch sử Ấn Độ độc lập bắt đầu khi Ấn Độ trở thành quốc gia độc lập trong Khối Thịnh vượng chung Anh vào ngày 15 tháng 8 năm 1947. Kể từ năm 1858, người Anh đã cai trị trực tiếp và đã ảnh hưởng tới sự thống nhất chính trị và kinh tế của tiểu lục địa này. Khi sự đô hộ của thực dân Anh kết thúc năm 1947, tiểu lục địa Ấn Độ phân chia thành 2 quốc gia dựa trên sự khác biệt tôn giáo, là Ấn Độ với đa số người dân theo đạo Hindu và Pakistan với đa số là người Hồi giáo. Đồng thời, vùng đất phía đông và tây bắc của Ấn Độ thuộc Anh có phần lớn dân cư theo đạo Hồi trở thành Lãnh thổ tự trị Pakistan khi chia cắt Ấn Độ. Việc phân chia này đã kéo theo cuộc di cư của hơn 10 triệu người giữa Ấn Độ - Pakistan và cùng với đó là cái chết của 1 triệu người. Nhà lãnh đạo Đảng Quốc Đại Ấn Độ Jawaharlal Nehru trở thành thủ tướng đầu tiên của Ấn Độ, nhưng nhà lãnh đạo nổi bật nhất trong cuộc đấu tranh giành độc lập là Mahatma Gandhi không đảm nhiệm chức vụ nào. Hiến pháp được thông qua vào năm 1950 đã đưa Ấn Độ trở thành một quốc gia dân chủ, và nền dân chủ này đã được duy trì kể từ đó. Các quyền tự do dân chủ được duy trì bền vững của Ấn Độ là độc nhất trong số các quốc gia mới độc lập trên thế giới.
Quốc gia này đã phải đối mặt với bạo lực tôn giáo, chủ nghĩa giai cấp, phong trào naxalite (cộng sản cực tả theo chủ nghĩa Mao ở Ấn Độ), chủ nghĩa khủng bố và các cuộc nổi dậy ly khai trong khu vực. Ấn Độ có các tranh chấp lãnh thổ chưa được giải quyết với Trung Quốc mà năm 1962 đã leo thang thành Chiến tranh Trung-Ấn, và với Pakistan dẫn đến các cuộc chiến tranh năm 1947, 1965, 1971 và 1999. Ấn Độ trung lập trong Chiến tranh Lạnh và là nước đi đầu trong Phong trào không liên kết. Tuy nhiên, Ấn Độ đã có liên minh lỏng lẻo với Liên Xô từ năm 1971, khi Pakistan liên minh với Hoa Kỳ và Cộng hòa Nhân dân Trung Hoa.
Ấn Độ là một quốc gia sở hữu vũ khí hạt nhân, đã tiến hành vụ thử hạt nhân đầu tiên vào năm 1974, sau đó là 5 vụ thử khác vào năm 1998. Từ những năm 1950 đến những năm 1980, Ấn Độ thực thi các chính sách lấy cảm hứng từ chủ nghĩa xã hội. Nền kinh tế Ấn Độ chịu ảnh hưởng của các quy định quan liêu, chủ nghĩa bảo hộ và sở hữu công, dẫn đến tham nhũng tràn lan và tăng trưởng kinh tế chậm. Bắt đầu từ năm 1991, những cải cách kinh tế tân tự do đã biến Ấn Độ thành nền kinh tế lớn thứ ba và là một trong những nền kinh tế phát triển nhanh nhất trên thế giới. Từ một quốc gia tương đối nghèo nàn trong những năm mới thành lập, Cộng hòa Ấn Độ đã nổi lên là một quốc gia G20 phát triển nhanh với chi tiêu quân sự cao và đang tìm kiếm một ghế thường trực trong Hội đồng Bảo an Liên hợp quốc.
Ấn Độ đôi khi được coi là một cường quốc và một siêu cường tiềm năng với nền kinh tế, quân sự và quy mô dân số lớn và đang phát triển.

## 1947–1950: Phân chia Ấn Độ
Những năm đầu Ấn Độ độc lập đã chứng kiến nhiều sự kiện sóng gió — một cuộc di cư quy mô lớn giữa Ấn Độ và Pakistan, Chiến tranh Ấn Độ – Pakistan 1947 và sự hợp nhất của hơn 500 phiên vương quốc để hình thành một quốc gia thống nhất. Người có công lớn cho sự hợp nhất chính trị của Ấn Độ là  Phó Thủ tướng Vallabhbhai Patel. Sau khi đất nước giành được độc lập và trước khi Mahatma Gandhi qua đời, Patel đã hợp tác với Jawaharlal Nehru và Mahatma để đảm bảo rằng Ấn Độ sẽ có một hiến pháp thế tục.
- Nội các đầu tiên của Ấn Độ độc lập (ngồi từ trái sang phải) B. R. Ambedkar, Rafi Ahmed Kidwai, Sardar Baldev Singh, Maulana Abul Kalam Azad, Jawaharlal Nehru, Rajendra Prasad, Sardar Patel, John Mathai, Jagjivan Ram, Amrit Kaur and Syama Prasad Mukherjee. (đứng từ trái sang phải) Khurshed Lal, R. R. Diwakar, Mohanlal Saksena, N. Gopalaswami Ayyangar, N.V. Gadgil, K. C. Neogy, Jairamdas Daulatram, K. Santhanam, Satya Narayan Sinha và B. V. Keskar
- Nhóm người bị buộc tội mưu sát Gandhi. Hàng đứng: Shankar Kistaiya, Gopal Godse, Madanlal Pahwa, Digambar Ramchandra Badge (người phê duyệt). Hàng ngồi: Narayan Apte, Vinayak D. Savarkar, Nathuram Godse, Vishnu Karkare

### Chia cắt Ấn Độ
Ước tính 3,5 triệu người Hindu và người Sikh sống ở Tây Punjab, tỉnh Biên giới Tây Bắc, Baluchistan, Đông Bengal và Sind đã di cư tới Ấn Độ vì lo sợ sự thống trị và đàn áp của người Hồi giáo ở Pakistan. Bạo lực cộng đồng đã giết chết khoảngmột triệu người theo đạo Hindu, đạo Hồi và đạo Sikh, đồng thời gây bất ổn nghiêm trọng cho cả hai lãnh thổ ủy trị dọc theo biên giới giới Punjab và Bengal cũng như các thành phố Calcutta, Delhi và Lahore. Bạo lực được kiểm soát vào đầu tháng 9 nhờ vào những nỗ lực họp tác của các nhà lãnh đạo của cả Ấn Độ và Pakistan, đặc biệt là Mohandas Gandhi, nhà lãnh đạo cuộc đấu tranh tự do của Ấn Độ đã tuyệt thực ở Calcutta và sau đó ở Delhi để trấn an người dân và đề cao hòa bình bất chấp nguy hiểm tới tính mạng của mình. Cả hai chính phủ đều xây dựng các trại cứu trợ lớn cho những người tị nạn đến và đi, và quân đội Ấn Độ được huy động để cung cấp hỗ trợ nhân đạo trên quy mô lớn.
Vụ ám sát Mohandas Gandhi vào ngày 30 tháng 1 năm 1948 đựoc thực hiện bởi Nathuram Vinayak Godse, một người theo chủ nghĩa dân tộc, cho rằng Gandhi phải chịu trách nhiệm về sự chia cắt và cáo buộc Gandhi đang xoa dịu người Hồi giáo. Hơn một triệu người đã tràn ra các đường phố ở Delhi để đưa tiễn linh cữu Gandhi đến khu hỏa táng và bày tỏ lòng thành kính lần cuối.
Năm 1949, Ấn Độ ghi nhận gần 1 triệu người Hindu tị nạn từ Đông Bengal tới Tây Bengal và các bang khác do bạo lực cộng đồng cũng như sự đe dọa và đàn áp từ chính quyền Hồi giáo. Hoàn cảnh của những người tị nạn đã khiến những người Hindu và những người theo chủ nghĩa dân tộc Ấn Độ phẫn nộ, trong khi số dân tị nạn quá lớn đã rút cạn tài nguyên các bang của Ấn Độ. Dù không loại trừ chiến tranh, Thủ tướng Nehru và Phó Thủ tướng Sardar Patel đã mời Liaquat Ali Khan đến đàm phán tại Delhi. Mặc dù nhiều người Ấn Độ coi đây là sự nhượng bộ, Nehru đã ký một hiệp ước với Liaquat Ali Khan cam kết cả hai quốc gia sẽ bảo vệ người thiểu số và thành lập các ủy ban về người thiểu số. Mặc dù phản đối nguyên tắc này, Patel vẫn quyết định ủng hộ hiệp ước vì hòa bình, và đóng một vai trò quan trọng trong việc thu hút sự ủng hộ từ Tây Bengal và trên khắp Ấn Độ, đồng thời thực thi các điều khoản của hiệp ước. Khan và Nehru cũng đã ký một thỏa thuận thương mại và cam kết giải quyết các tranh chấp song phương thông qua các biện pháp hòa bình. Dần dần hàng trăm nghìn người theo đạo Hindu đã quay trở lại Đông Pakistan, nhưng mối quan hệ tan băng không kéo dài, chủ yếu là do tranh chấp vùng Kashmir.

### Hợp nhất các phiên vương quốc
Ấn Độ thuộc Anh bao gồm 17 tỉnh và 565 phiên vương quốc. Trong một số trường hợp khi chia cắt Ấn Độ, các tỉnh được phân chia cho Ấn Độ hoặc Pakistan, cụ thể là Punjab và Bengal. Tuy nhiên, các vương công của các phiên vương quốc được quyền lựa chọn duy trì sự độc lập hoặc gia nhập một trong 2 quốc gia mới thành lập. Do đó các nhà lãnh đạo Ấn Độ phải đối mặt với viễn cảnh kế thừa một quốc gia bị chia cắt với các tỉnh và vương quốc độc lập bị phân tán trên khắp tiểu lục địa. Dưới sự lãnh đạo của Sardar Vallabhbhai Patel, chính phủ mới của Ấn Độ đã tiến hành các cuộc đàm phán chính trị được hỗ trợ bằng áp lực quân sự (trong một số trường hợp, quân đội đã được triển khai) để đảm bảo vị thế của chính quyền trung ương và Hiến pháp khi đó đang được soạn thảo. Sardar Patel và V. P. Menon thuyết phục các lãnh chúa của các phiên quốc tiếp giáp với Ấn Độ gia nhập Ấn Độ. Để thuyết phục họ gia nhập, nhiều đặc quyền của các lãnh chúa được đảm bảo, đặc biệt là tài sản cá nhân và ngân quỹ riêng của họ. Một số người trong số đó được phong làm Rajpramukh (thống đốc) và Uprajpramukh (phó thống đốc) của các bang hợp nhất. Nhiều phiên vương quốc nhỏ đã được hợp nhất để tạo thành các bang hành chính phù hợp như Saurashra, Liên hiệp bang Patiala và Đông Punjab (PEPSU), Vindhya Pradesh và Madhya Bharat. Một số phiên vương quốc như Tripura và Manipur gia nhập vào năm 1949.
Có 3 bang gặp nhiều khó khăn để hợp nhất hơn các bang khác:
1. Junagadh (một vương quốc có đa số là người Hindu, cai trị bởi một tiểu vương Hồi giáo (Nawab)) - một cuộc trưng cầu dân ý vào tháng 12 năm 1947 cho biết 99% phiếu bầu[15] chọn sát nhập vào Ấn Độ, hủy bỏ quyết định gia nhập Pakistan gây tranh cãi của Nawab dù điều này đi ngược lại mong muốn của dân chúng đa số là người Hindu và bất chấp Junagadh không tiếp giáp với Pakistan.
2. Hyderabad (một vương quốc có đa số là người Hindu, đứng đầu là một nizam Hồi giáo) - sau khi các cuộc đàm phán thất bại, Patel đã lệnh cho quân đội Ấn Độ vô hiệu chính phủ của Nizam (được gọi là chiến dịch Polo, diễn ra từ ngày 13 đến ngày 29 tháng 9 năm 1948). Hyderabad được hợp nhất thành một bang của Ấn Độ vào năm sau.
3. Khu vực Kashmir (đa số là người Hồi giáo, cai trị bởi một tiểu vương người Hindu) ở cực bắc của tiểu lục địa nhanh chóng trở thành nguyên nhân xung đột dẫn đến Chiến tranh Ấn Độ - Pakistan lần thứ nhất kéo dài từ năm 1947 đến năm 1949. Cuối cùng, hai bên chấp nhận một lệnh ngừng bắn do Liên Hợp Quốc giám sát vào ngày 1 tháng 1 năm 1949, khi đó Ấn Độ nắm quyền kiểm soát 2/3 vùng tranh chấp. Jawaharlal Nehru ban đầu đồng ý với đề xuất của Mountbatten rằng một cuộc trưng cầu dân ý toàn bang sẽ được tổ chức ngay sau khi bạo lực chấm dứt. Tuy nhiên, không có cuộc trưng cầu dân ý toàn bang nào được tổ chức; năm 1954, sau khi Pakistan bắt đầu nhận vũ khí từ Hoa Kỳ, Nehru đã rút lại sự ủng hộ của mình. Hiến pháp Ấn Độ có hiệu lực tại Kashmir vào ngày 26 tháng 1 năm 1950 với các điều khoản đặc biệt cho bang.

### Hiến pháp Ấn Độ
Ngày 26 tháng 11 năm 1949, Quốc hội Lập hiến Ấn Độ đã thông qua Hiến pháp Ấn Độ được một hội đồng do tiến sĩ B. R. Ambedkar đứng đầu soạn thảo. Ấn Độ trở thành quốc gia cộng hòa dân chủ có chủ quyền kể từ khi Hiến pháp có hiệu lực ngày 26 tháng 1 năm 1950. Tiến sĩ Rajendra Prasad trở thành Tổng thống Ấn Độ đầu tiên. Ba từ "xã hội chủ nghĩa", "thế tục" và "thống nhất'' đã được thêm vào Hiến pháp trong lần sửa đổi năm 1976.

### Chiến tranh Ấn Độ-Pakistan 1947–1948

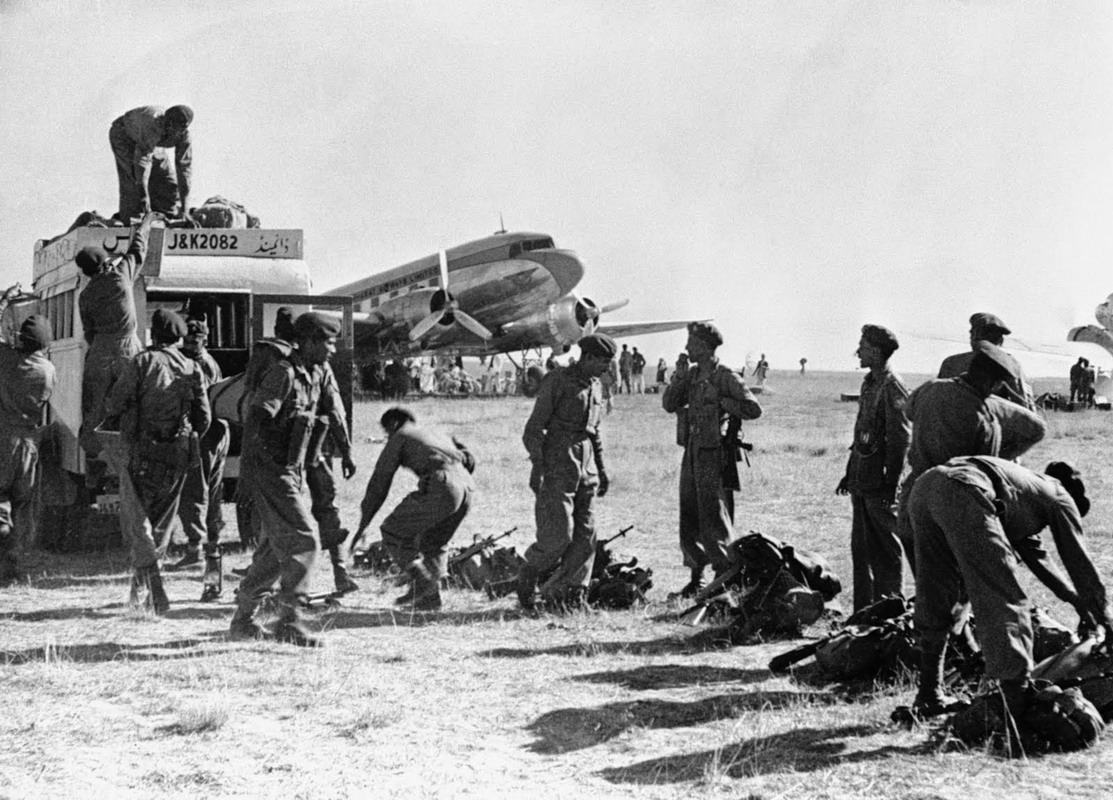
Binh sĩ Ấn Độ trong Chiến tranh Ấn Độ-Pakistan 1947

Ấn Độ và Pakistan có chiến tranh với nhau từ năm 1947–1948 để giải quyết vấn đề phiên vương quốc Kashmir và Jammu. Đây là cuộc chiến đầu tiên trong 4 cuộc Chiến tranh Ấn Độ – Pakistan giữa hai quốc gia mới độc lập. Pakistan đã vội vàng gây chiến chỉ vài tuần sau khi giành độc lập bằng cách triển khai lực lượng lashkar địa phương (dân quân) từ Waziristan, để đảm bảo Kashmir và tương lai của nó ở trạng thái cân bằng. Kết quả bất phân thắng bại của cuộc chiến vẫn ảnh hưởng đến địa chính trị của cả hai nước đến nay.

## Thập niên 1950 và 1960

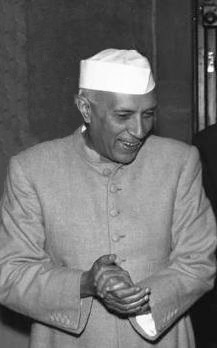
Jawaharlal Nehru là Thủ tướng đầu tiên của Ấn Độ. Ông đã chứng kiến Ấn Độ chuyển đổi từ một thuộc địa thành một nước cộng hòa, đồng thời nuôi dưỡng một hệ thống đa đảng, dành cho đa số. Về chính sách đối ngoại, ông có vai trò lãnh đạo trong Phong trào không liên kết trong khi bảo vệ vị thế bá chủ của Ấn Độ ở Nam Á.

Ấn Độ tổ chức tuyển cử quốc gia lần đầu theo Hiến pháp vào năm 1952, ghi nhận trên 60% cử tri đi bầu. Đảng Quốc Đại Ấn Độ giành chiến thắng áp đảo và Jawaharlal Nehru bắt đầu nhiệm kỳ Thủ tướng thứ hai. Tổng thống Prasad cũng được bầu vào nhiệm kỳ thứ hai bởi cử tri đoàn của Quốc hội đầu tiên của Ấn Độ.

### Chính quyền của Nehru (1952–1964)
Thủ tướng Nehru dẫn dắt Đảng Quốc Đại giành những thắng lợi lớn trong các cuộc bầu cử năm 1957 và 1962. Quốc hội đã thông qua nhiều cải cách sâu rộng giúp gia tăng quyền lợi hợp pháp của phụ nữ trong xã hội Hindu và tiếp tục kiện toàn luật pháp để hạn chế sự phân biệt đẳng cấp và tầng lớp Dalit. Nehru ủng hộ một sáng kiến mạnh mẽ để phổ cập giáo dục tiểu học cho trẻ em Ấn Độ, và hàng nghìn trường học, cao đẳng và các viện đào tạo bậc cao, chẳng hạn như hệ thống Học viện Công nghệ Ấn Độ, đã được thành lập trên toàn quốc. Nehru ủng hộ mô hình xã hội chủ nghĩa cho nền kinh tế Ấn Độ: các Kế hoạch 5 năm được hình thành theo mô hình của Liên Xô dựa trên các chương trình kinh tế quốc gia tập trung và tổng hợp, không đánh thuế nông dân Ấn Độ, quyộđịnh mức , lươnvà phúc lợi g tối thiểi cho công nhâh và quốc hữu hóa các ngành công nghiệp nặng như thép, hàng không, vận tải biển, điện và khai khoáng. Đất đai chung ở các thôn làng bị tịch thu. Một chiến dịch công nghiệp hóa và xây dựng các công trình công cộng lớn đã dẫn đến việc xây dựng các kênh tưới tiêu, đường xá, nhà máy nhiệt điện và thủy điện, đập lớn,.v.v...

### Tái tổ chức các bang

Các bang Nam Ấn Độ trước khi có Đạo luật Tái tổ chức các bang

Nhà hoạt động Potti Sreeramulu đã tuyệt thực đến chết để đòi tư cách bang cho vùng Andhra năm 1952. Việc này đã dẫn đến môt cuộc tái định hình lớn của Ấn Độ. Nehru đã bổ nhiệm Ủy ban Tái tổ chức Các bang, dựa trên các kiến nghị của uy ban này, Đạo luật Tái tổ chức các bang đã được phê duyệt năm 1956. Các bang cũ được giải thể và các bang mới được thành lập theo sự phân bổ dân cư có chung ngôn ngữ và sắc tộc. Việc chia tách Kerala và các vùng nói tiếng Telugu của bang Madras đã tạo ra bang duy nhất nói tiếng Tamil là Tamil Nadu. Ngày 1 tháng 5 năm 1960, các bang Maharashtra và Gujarat được tách ra từ bang Bombay nói 2 thứ tiếng, vào ngày 1 tháng 11 năm 1966, bang Punjab rộng lớn được tách thành hai bang nhỏ hơn là Punjab nói tiếng Punjab và Haryana nói tiếng Haryana.

### C. Rajagopalachari và sự hình thành Đảng Swatantra
Ngày 4 tháng 6 năm 1959, ngay sau phiên họp tại Nagpur của Đảng Quốc Đại Ấn Độ, C. Rajagopalachari cùng với Murari Vaidya của Diễn đàn Doanh nghiệp Tự do (FFE) mới được thành lập và Minoo Masani (một nhà tự do cổ điển thường xuyên phê phán chủ nghĩa xã hội của Nehru), đã tuyên bố thành lập Đảng Swatantra mới tại mội hội nghị ở Madras. Được hình thành bởi những lãnh đạo bất mãn của các phiên quốc trước đây như Raja của Ramgarh, Maharaja của Kalahandi và Maharajadhiraja của Darbhanga, đảng này có tính bảo thủ.  Sau đó, N. G. Ranga, K. M. Munshi, Thống chế K. M. Cariappa và Maharaja của Patiala cùng tham gia vào nỗ lực này.  Rajagopalachari, Masani và Ranga đã cố gắng lôi kéo Jayaprakash Narayan vào đảng nhưng không thành công.
Trong bài luận văn ngắn "Nền dân chủ của chúng ta", Rajagopalachari đã lập luận về sự cần thiết có một đảng cánh hữu thay cho Đảng Quốc Đại: "Kể từ khi... Đảng Quốc Đại chuyển sang cánh tả, điều được mong muốn không phải là cánh tả hay cực tả [nghĩa là CPI hoặc Đảng Xã hội Praja, PSP], mà là một đảng cánh hữu rõ ràng và mạnh mẽ." Rajagopalachari cũng cho biết phe đối lập phải: "không hoạt động bí mật và đằng sau cánh cửa đóng kín của cuộc họp của đảng, nhưng công khai và định kỳ thông qua cử tri." Ông đã vạch ra các mục tiêu của Đảng Swatantra thông qua 21 "nguyên tắc cơ bản" trong văn kiện thành lập đảng. Đảng ủng hộ bình đẳng và phản đối sự kiểm soát của chính phủ đối với khu vực tư nhân. Rajagopalachari chỉ trích gay gắt bộ máy quan liêu và đặt ra thuật ngữ "Raj giấy phép" để mô tả hệ thống cấp phép phức tạp của Nehru và các giấy phép cần thiết cho một cá nhân thành lập doanh nghiệp tư nhân. Tính cách của Rajagopalachari trở thành điểm tập hợp của đảng này.

Nỗ lực của Rajagopalachari trong việc xây dựng một mặt trận chống Quốc Đại đã dẫn đến việc hợp tác với đối thủ cũ của ông là C. N. Annadurai của đảng Dravida Munnetra Kazhagam. Cuối thập niên 1950 và đầu những năm 1960, Annadurai thân thiết với Rajagopalachari và tìm cách liên minh với Đảng Swatantra cho cuộc bầu cử hội đồng lập pháp bang Madras năm 1962. Mặc dù thỉnh thoảng có các hiệp ước bầu cử giữa Đảng Swatantra và Dravida Munnetra Kazhagam (DMK), Rajagopalachari vẫn không cam kết về mối quan hệ chính thức với DMK do DMK khi đó đang liên minh với những người Cộng sản mà ông e sợ. Đảng Swatantra đã cạnh tranh 94 ghế trong cuộc bầu cử quốc hội bang Madras và giành được sáu ghế cũng như giành được 18 ghế quốc hội trong cuộc bầu cử Viện dân biểu Lok Sabha (hạ viện của Ấn Độ) năm 1962.

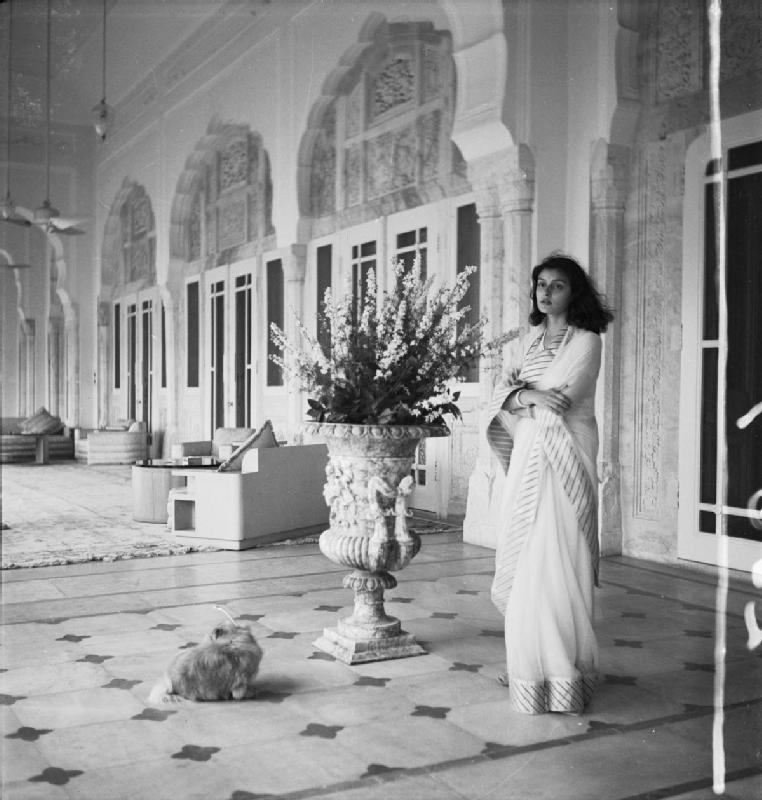
Gayatri Devi - Maharani của Jaipur và công chúa của Cooch Behar, là một chính trị gia thành công của Đảng Swatantra.

### Chính sách đối ngoại và các xung đột quân sự
Chính sách đối ngoại của Nehru là cảm hứng cho Phong trào không liên kết mà Ấn Độ là một trong những nước sáng lập. Nehru duy trì mối quan hệ hữu hảo với cả Hoa Kỳ và Liên Xô, và thúc đẩy Cộng hòa Nhân dân Trung Quốc tham gia vào cộng đồng quốc tế các nước.  Năm 1956 khi chính phủ Ai Cập chiếm Công ty Kênh đào Suez, một hội nghị quốc tế đã tổ chức bỏ phiếu, 18/22 phiếu nhất chí hành động chống lại Ai Cập. Ấn Độ là một trong bốn nước ủng hộ Ai Cập, cùng với Indonesia, Sri Lanka và Liên Xô. Ấn Độ đã phản đối việc chia cắt Palestine và cuộc xâm lược Sinai năm 1956 của Israel,  Anh quốc và Pháp, nhưng không phản đối sự kiểm soát trực tiếp của Trung Quốc đối với Tây Tạng và việc Liên Xô đàn áp phong trào dân chủ ở Hungary. Mặc dù Nehru từ chối tham vọng hạt nhân của Ấn Độ, Canada và Pháp đã hỗ trợ Ấn Độ phát triển các nhà máy điện hạt nhân. Ấn Độ cũng đã đàm phán và đạt được một thỏa thuận vào năm 1960 với Pakistan về việc sử dụng nước của bảy con sông chảy qua hai quốc gia. Nehru đã đến thăm Pakistan vào năm 1953, nhưng do bất ổn chính trị ở Pakistan, không có bước tiến nào về vấn đề Kashmir.
Ấn Độ đã có tổng cộng 4 cuộc chiến/xung đột vũ trang với quốc gia thù địch Pakistan, trong đó 2 cuộc chiến diễn ra trong thời gian này. Trong chiến tranh Ấn Độ - Pakistan năm 1947 nổ ra do tranh chấp vùng Kashmir, Pakistan chiếm được 1/3 lãnh thổ Kashmir (mà Ấn Độ tuyên bố chủ quyền) và Ấn Độ chiếm được 3/5 (mà Pakistan tuyên bố chủ quyền). Trong chiến tranh Ấn Độ – Pakistan năm 1965, Ấn Độ đã tấn công Pakistan trên toàn tuyến biên giới hai nước, sau khi quân đội Pakistan cố gắng xâm nhập vùng Kashmir do Ấn Độ kiểm soát bằng cách băng qua biên giới trên thực tế giữa Ấn Độ và Pakistan ở Kashmir.
Năm 1961, sau hàng loạt cuộc bỏ phiếu để chuyển giao trong hòa bình, Ấn Độ đã xâm chiếm và sát nhập thuộc địa Goa của Bồ Đào Nha ở bờ tây của Ấn Độ.
Năm 1962 Chiến tranh Trung–Ấn đã nổ ra ở biên giới hai nước ở dãy Himalayas. Cuộc chiến là một thất bại hoàn toàn đối với người Ấn Độ và khiến họ phải tái tập trung vào việc xây dựng quân đội và xây dựng quan hệ với Hoa Kỳ. Trung Quốc rút quân khỏi khu vực tranh chấp ở nam Tây Tạng của Trung Quốc và Đặc khu Biên giới Tây Bắc của Ấn Độ mà nó đã vượt qua khi cuộc chiến diễn ra. Ấn Độ tiếp tục tranh chấp chủ quyền với Trung Quốc đối với vùng lãnh thổ Aksai Chin nhỏ hơn mà Trung Quốc kiểm soát ở phần phía tây của biên giới Trung-Ấn.
- Các sĩ quan Lục quân Ấn Độ thuộc Trung đoàn Sikh số 4 chiếm đóng đôn cảnh sát ở Lahore, Pakistan, sau khi giành chiến thắng trong trận Burki, trong chiến tranh Ấn Độ-Pakistan 1965.
- Không quân Ấn Độ sử dụng 20 máy bay ném bom hạng nhẹ Canberra chống lại quân đội Bồ Đào Nha trong chiến dịch Vijay (1961), kết quả là việc sát nhập Goa vào Ấn Độ.
- Các vùng tranh chấp ở phía tây biên giới Trung-Ấn bao gồm Aksai Chin, bản đồ của CIA năm 1988.

### Ấn Độ hậu Nehru

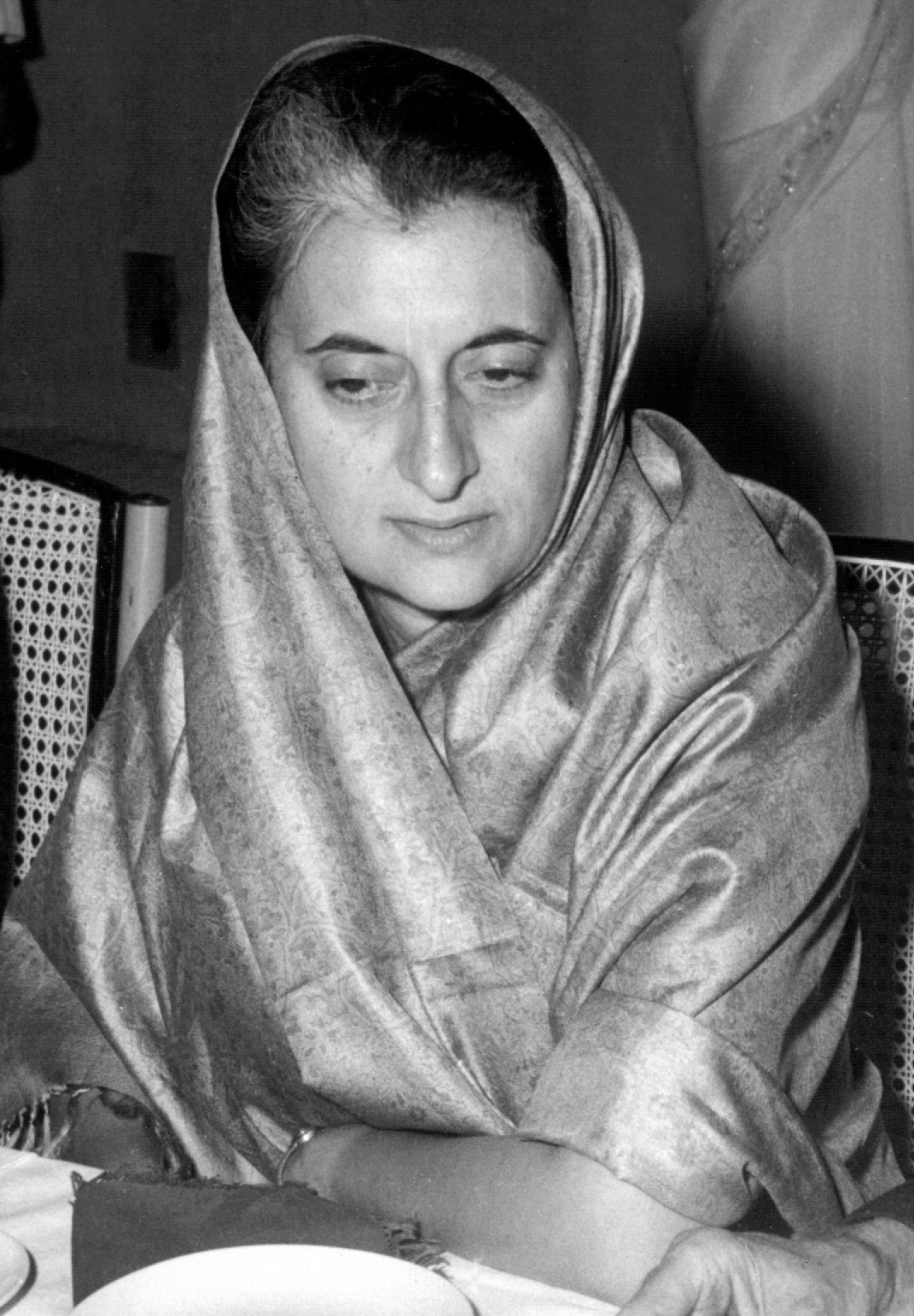
Con gái Nehru Indira Gandhi đã làm thủ tướng 3 nhiệm kỳ liên tiếp (1966–1977) và thêm nhiệm kỳ thứ 4 (1980–84).

Jawaharlal Nehru mất ngày 27 tháng 5 năm 1964 và Lal Bahadur Shastri đã kế nhiệm chức Thủ tướng của ông. Năm 1965, Ấn Độ và Pakistan một lần nữa bước vào cuộc chiến ở Kashmir nhưng vẫn không ngã ngũ và không có bất kỳ sự thay đổi biên giới nào ở Kashmir. Tuyên bố Tashkent được hai bên ký kết với sự trung gian của Liên Xô, tuy nhiên Shastri đã qua đời vào đêm hôm sau lễ ký kết. Cuộc bầu cử sau đó đã đưa Indira Gandhi, con gái của Nehru và đang là bộ trưởng Thông tin và Phát thanh truyền hình, lên làm Thủ tướng thứ 3 của Ấn Độ (bà không có quan hệ gì với Mahatma Gandhi). Bà đã đánh bại lãnh đạo cánh hữu Morarji Desai. Tuy vẫn chiến thắng trong cuộc bầu cử năm 1967, số ghế của Đảng Quốc Đại suy giảm do ngày càng nhiều người dân bất bình vì giá cả hàng hóa tăng cao, nạn thất nghiệp, kinh tế đình trệ và khủng hoảng lương thực. Indira Gandhi đã khởi đầu nhiệm kỳ theo một cách cứng rắn khi đồng ý phá giá đồng rupee, điều này đã gây thêm nhiều khó khăn cho các doanh nghiệp và người tiêu dùng Ấn Độ, và việc nhập khẩu lúa mì từ Hoa Kỳ đã giảm do các bất đồng chính trị.
Năm 1967, Ấn Độ và Trung Quốc lại đụng độ quân sự sau khi binh sĩ Quân Giải phóng Nhân dân Trung Quốc nổ súng trước vào các binh sĩ Ấn Độ đang đứng thành hàng rào ở biên giới Nathu La.
Morarji Desai tham gia chính phủ của Gandhi với tư cách Phó Thủ tướng và Bộ trưởng Tài chính, và cùng các chính khách cấp cao của Đảng Quốc Đại đã cố gắng hạn chế quyền lực của Gandhi. Nhờ làm theo những lời khuyên của cố vấn chính trị P. N. Haksar, Gandhi đã lấy lại được sự ủng hộ từ dân chúng bằng cách chuyển đổi mạnh mẽ sang các chính sách mang tính xã hội chủ nghĩa. Bà đã chấm dứt thành công khoản bảo lãnh Privy Purse (dịch nghĩa: Ngân quỹ riêng) dành cho các hoàng tộc Ấn Độ cũ, và tấn công mạnh vào hệ thống phân cấp của đảng bằng việc quốc hữu hóa các ngân hàng Ấn Độ. Mặc dù bị Desai và cộng đồng doanh nghiệp Ấn Độ phản đối, chính sách này đã được quần chúng nhân dân ủng hộ. Khi các chính trị gia Đảng Quốc Đại cố gắng phế truất Gandhi bằng cách đình chỉ tư cách thành viên Đảng Quốc Đại của bà, vị thế của Gandhi vẫn tăng lên khi một lượng lớn các nghị sĩ Quốc hội chuyển sang Đảng Quốc Đại (R) của bà. Pháo đài của cuộc đấu tranh vì tự do của Ấn Độ, Đảng Quốc Đại, đã bị chia rẽ vào năm 1969. Gandhi tiếp tục cầm quyền với đa số phiếu nhưng không nhiều.

## Thập niên 1970

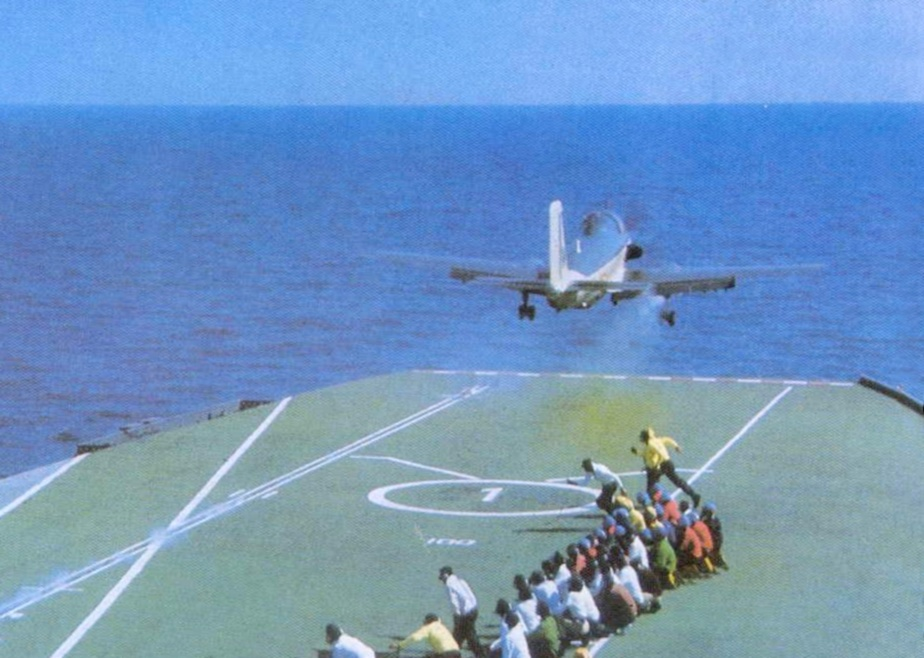
Tàu sân bay Ấn Độ triển khai một máy bay Alize during the Indo-Pakistan War of 1971.

Năm 1971, Indira Gandhi và Đảng Quốc Đại (R) của mình trở lại nắm quyền với số phiếu bầu tăng mạnh. Việc quốc hữu hóa ngân hàng được thực hiện và nhiều chính sách công nghiệp và kinh tế theo chủ nghĩa xã hội có hiệu lực. Ấn Độ đã can thiệp vào cuộc chiến giành độc lập của Bangladesh, vốn là một cuộc nội chiến nổ ra ở lãnh thổ Đông Bengal của Pakistan, sau khi hàng triệu người tị nạn chạy trốn khỏi sự đàn áp của quân đội Pakistan. Kết quả của xung đột này là Đông Pakistan giành độc lập và trở thành đất nước Bangladesh, sự ủng hộ dành cho Thủ tướng Indira Gandhi gia tăng rất mạnh. Trong khi mối quan hệ Ấn Độ - Hoa Kỳ ngày càng căng thẳng. Ấn Độ đã ký hiệp ước hữu nghị 20 năm với Liên Xô — đánh dấu lần đầu tiên Ấn Độ công khai từ bỏ chính sách không liên kết. Năm 1974, Ấn Độ thử nghiệm vũ khí hạt nhân đầu tiên của mình ở sa mạc Rajasthan, gần Pokhran.

### Sát nhập Sikkim

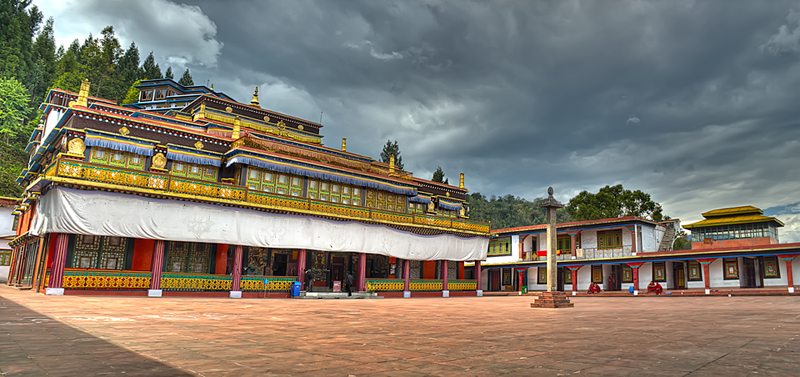
Tu viện Rumtek ở Sikkim. Sikkim trở thành bang thứ 22 của Liên bang Ấn Độ.

Năm 1973, các cuộc bạo loạn chống chế độ quân chủ đã xẩy ra ở vương quốc Sikkim. Năm 1975, Thủ tướng của Sikkim đã đề nghị Quốc hội Ấn Độ phê chuẩn Sikkim trở thành một bang của Ấn Độ. Tháng Tư cùng năm, quân đội Ấn Độ đã chiếm được thành phố Gangtok và giải giáp lính canh cung điện của Chogyal (pháp danh vua của Sikkim). Sau đó, một cuộc trưng cầu dân ý được thực hiện và 97,5% người dân ủng hộ việc xóa bỏ chế độ quân chủ, chấp nhận gia nhập Ấn Độ.
Ấn Độ được cho là đã đóng 20.000 - 40.000 quân ở quốc gia chỉ có 200.000 dân khi diễn ra cuộc trưng cầu dân ý. Ngày 16 tháng 5 năm 1975, Sikkim trở thành bang thứ 22 của Liên bang Ấn Độ, chế độ quân chủ bị bãi bỏ. Để tạo điều kiện thành lập một bang mới, Quốc hội Ấn Độ đã sửa đổi Hiến pháp Ấn Độ. Đầu tiên, Tu chính án thứ 35 đặt ra một loạt các điều kiện khiến Sikkim trở thành một "bang liên kết", một danh xưng đặc biệt không được sử dụng bởi bất kỳ bang nào khác. Một tháng sau, Tu chính án thứ 36 đã bãi bỏ Tu chính án thứ 35 và biến Sikkim trở thành một bang hoàn chỉnh, ghi danh nó vào First Schedule của hiến pháp.

### Hình thành các bang đông bắc

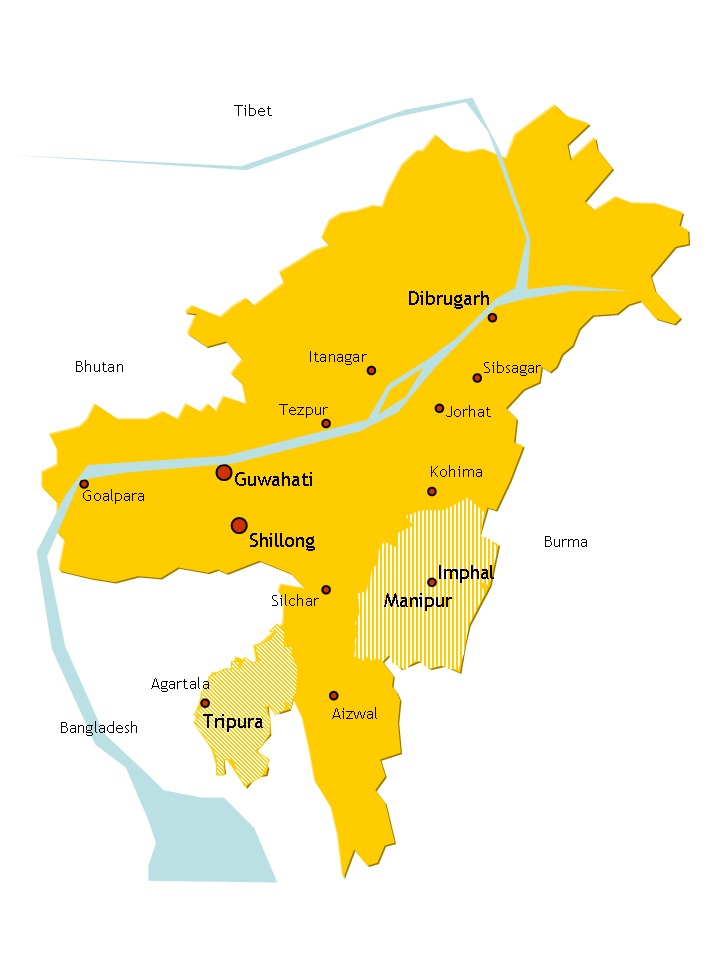
Bản đồ Assam thập niên 1950: các bang Nagaland, Meghalaya và Mizoram mới thành lập trong thập niên 1960-70. Thủ phủ của Assam chuyển từ Shillong tới Dispur, hiện nay là một phần của Guwahati. Sau Chiến tranh Trung–Ấn năm 1962, Arunachal Pradesh cũng được tách ra.
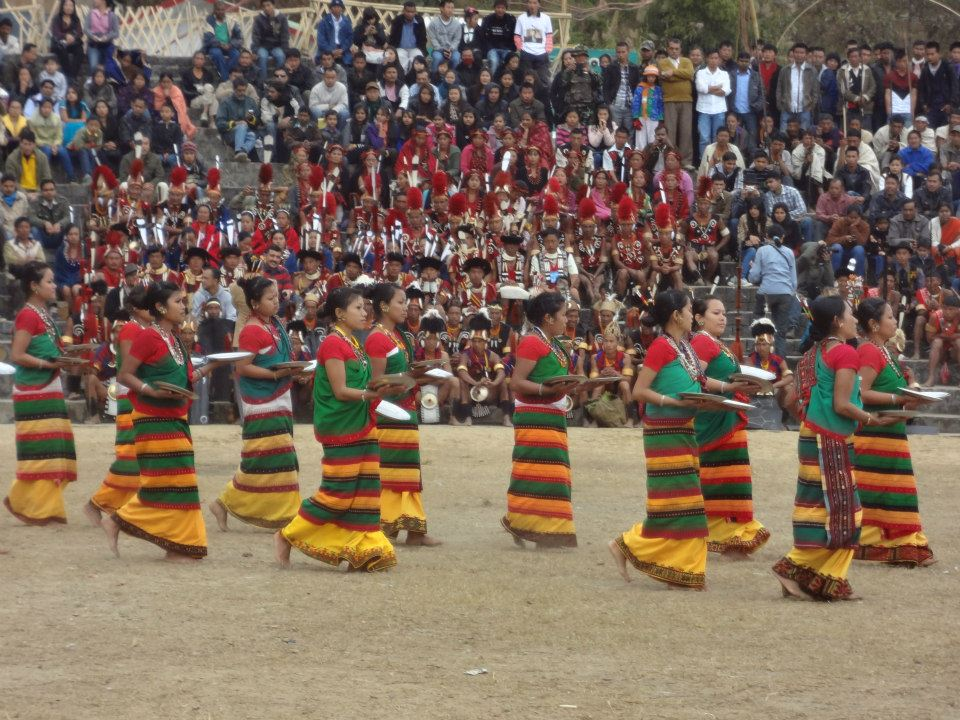
Lễ hộ Hornbill, Kohima, Nagaland. Nagaland trở thành một bang của Ấn Độ vào ngày 1/12/1963.
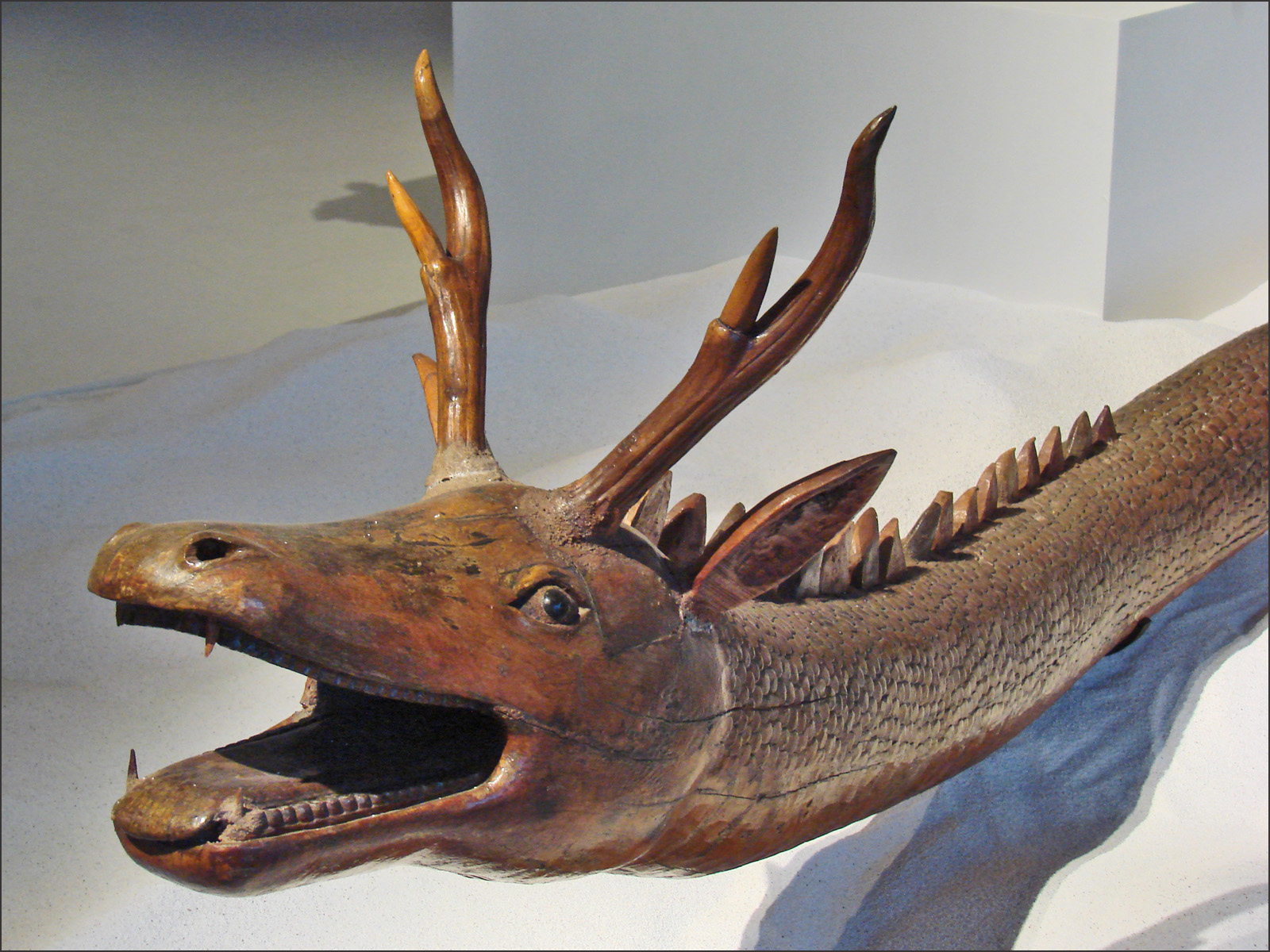
Pakhangba, một con rồng biểu trưng theo truyền thống Meithei và cũng là một biểu tượng quan trọng ở bang Manipur. Manipur trở thành một bang vào ngày 21/01/1972.
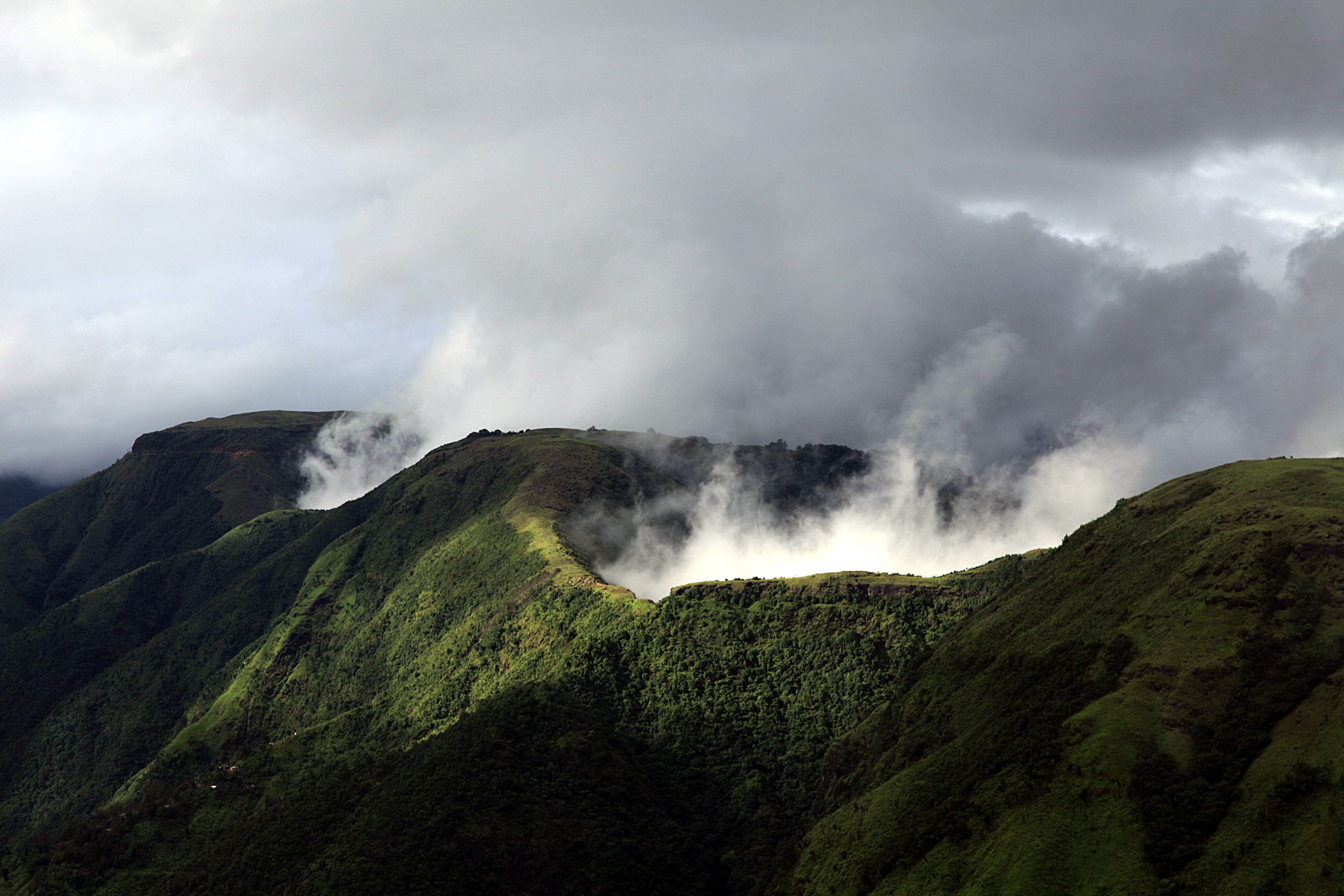
Meghalaya là một bang vùng núi, có lượng mưa nhiều nhất Ấn Độ. Meghalaya trở thành một bàng vào ngày 21/01/1972.
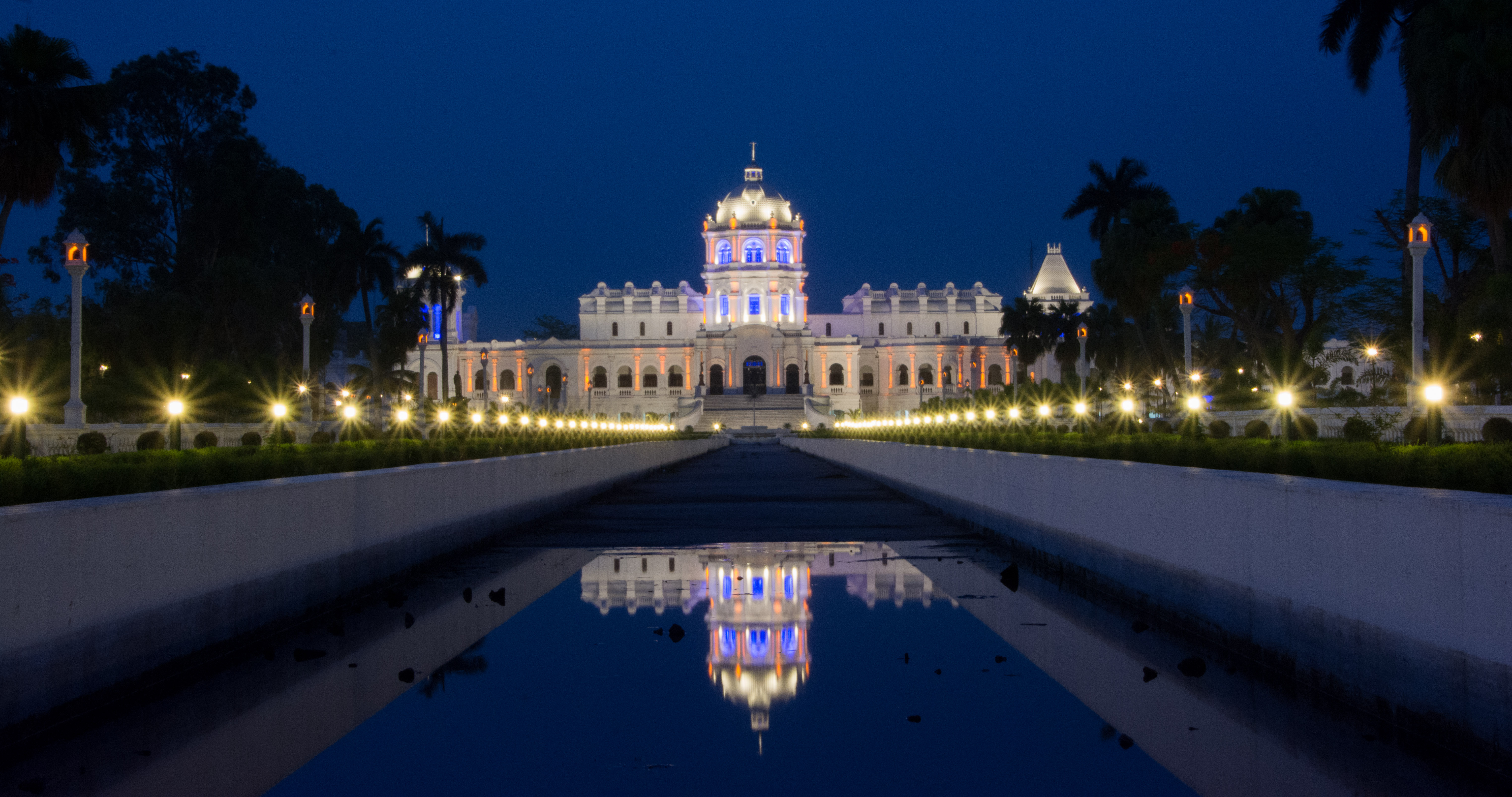
Cung điện Ujjayanta hiện là Bảo tàng Bang Tripura. Tripura trở thành một bang vào ngày 21/01/1972.
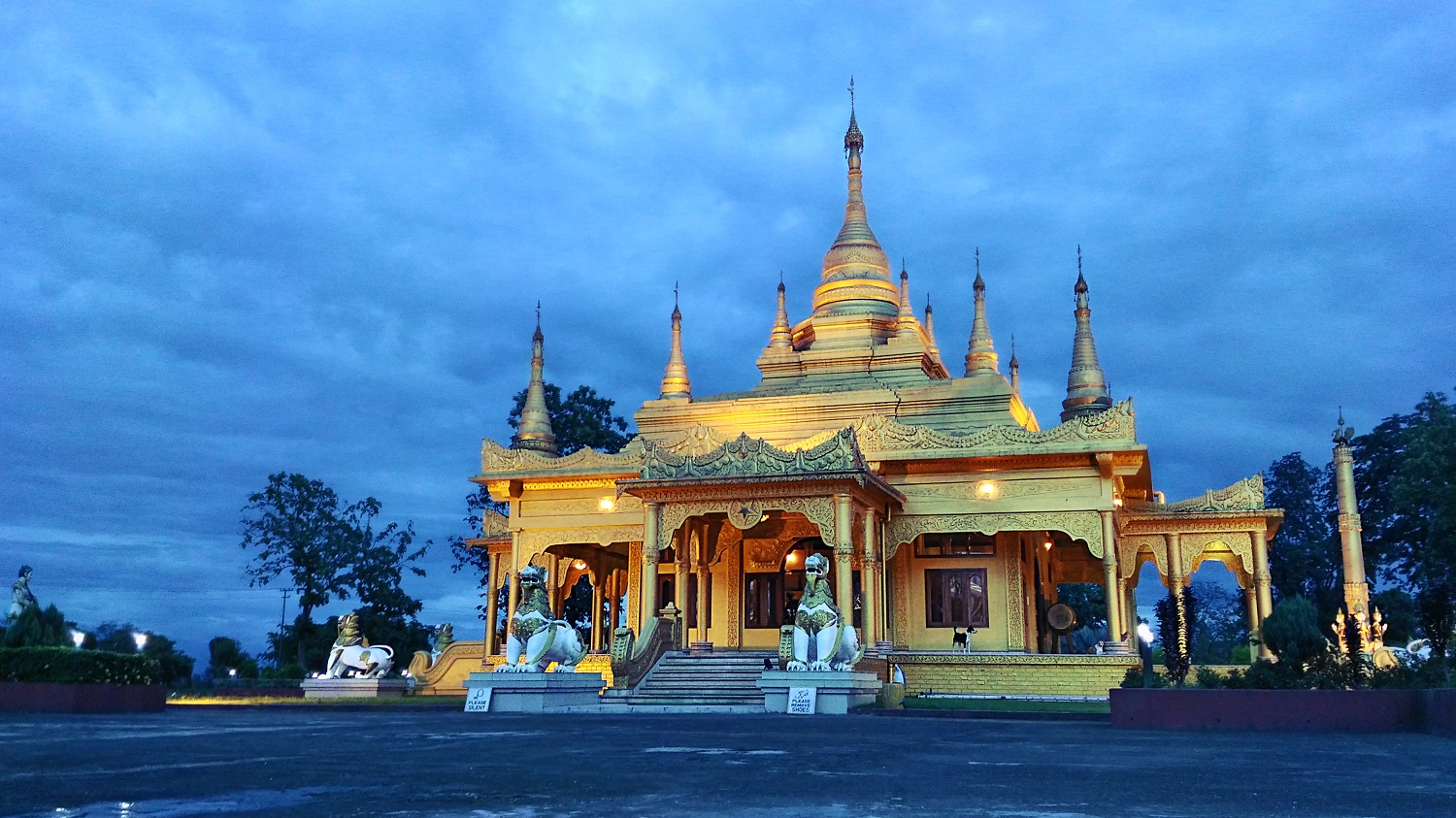
Chùa Vàng ở Namsai, Arunachal Pradesh, là một trong những ngôi chùa nổi tiếng của Ấn Độ. Arunachal Pradesh trở thành một bang vào ngày 20/02/1987.
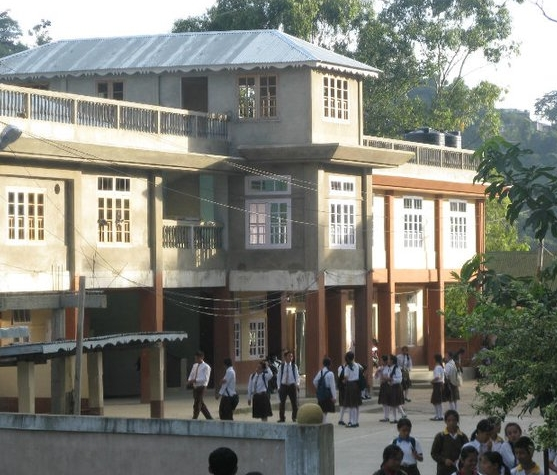
Một ngôi trường ở Mizoram, là một trong những nơi có tỉ lệ biết chữ cao nhất Ấn Độ. Mizoram trở thành một bang vào ngày 20/02/1987.

Ở Đông Bắc Ấn Độ, bắt đầu từ năm 1970 bang Assam khi đó đã bị phân chia thành một số bang nhỏ. Năm 1963, huyện Naga Hills trở thành bang thứ 16 của Ấn Độ với tên gọi Nagaland. Một phần của bang Tuensang được chuyển cho Nagaland. Năm 1970, đáp lại đòi hỏi của người Khasi, người Jaintia và người Garo ở cao nguyên Meghalaya, các huyện bao quanh cao nguyên Khasi, cao nguyên Jaintia và cao nguyên Garo được lập thành một bang tự trị nằm bên trong Assam; năm 1972 bang này tách ra với tên gọi Meghalaya. Năm 1972, Arunachal Pradesh (Đặc khu Biên giới Đông Bắc) và Mizoram (từ cao nguyên Mizo ở phía nam) được tách khỏi Assam thành các vùng lãnh thổ liên bang; cả 2 trở thành bang vào năm 1986.

### Cách mạng Xanh và Chiến dịch Flood
Dân số Ấn Độ vượt 500 triệu người vào đầu thập kỷ 1970, nhưng khủng hoảng lương thực kéo dài đã được giải quyết nhờ năng suất nông nghiệp được cải thiện đáng kể khi diễn ra Cách mạng Xanh. Chính phủ đã thúc đẩy các phương pháp canh tác nông nghiêp hiện đại, thêm nhiều loại hạt giống biến đổi gene mới, người nông dân nhận được nhiều hỗ trợ tài chính hơn, nhờ đó sản lượng nông sản như lúa mì, gạo và ngô cũng như sản lượng cây công nghiệp như bông vải, trà, thuốc lá và cà phê đều tăng. Năng suất nông nghiệp đều tăng ở khắp các bang ở đồng bằng Ấn-Hằng và Punjab.
Thông qua chiến dịch Flood, chính phủ đã khuyến khích sản xuất sữa, giúp sản lượng tăng rất mạnh và cải thiện việc chăn nuôi gia súc trên khắp Ấn Độ. Điều này giúp Ấn Độ có thể tự cung tự cấp lương thực cho chính dân số của mình, chấm dứt hai thập kỷ nhập khẩu lương thực.

### Chiến tranh Ấn Độ - Pakistan năm 1971

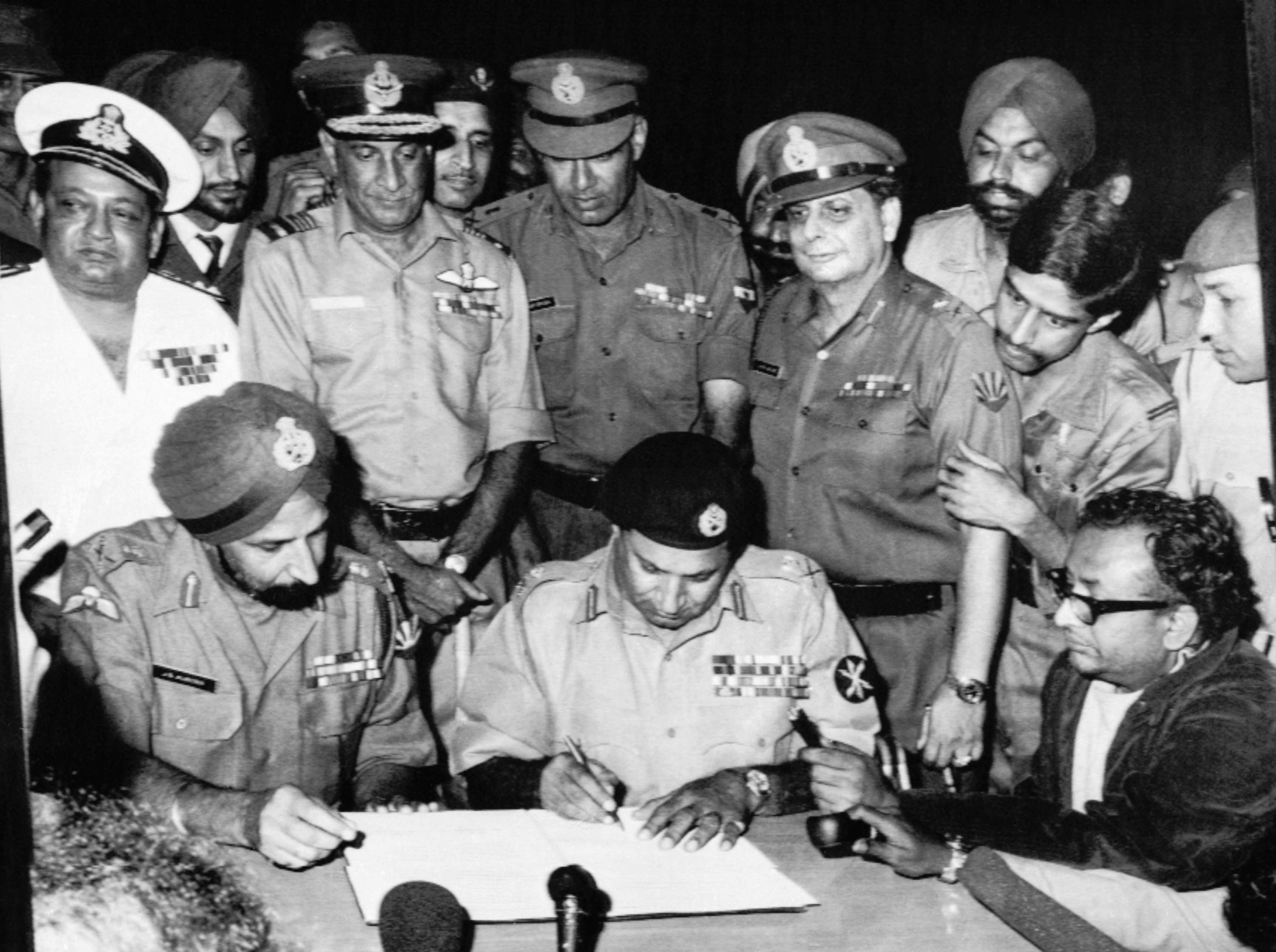
Chiến tranh Ấn-Pakistan năm 1971 kết thúc với việc Trung tướng A. A. K. Niazi, tư lệnh Bộ Tư lệnh Đông Pakistan, ký văn bản đầu hàng tại Dhaka vào ngày 16 tháng 12 năm 1971, trước sự chứng kiến của Trung tướng Jagjit Singh Aurora của Ấn Độ. Đứng ngay phía sau từ trái sang phải: Phó Đô đốc Hải quân Ấn Độ Krishnan, Nguyên soái Không quân Ấn Độ Dewan, Thiếu tướng Lục quân Ấn Độ Sagat Singh, Thiếu tướng JFR Jacob (với Thượng tướng Krishnamurthy nhìn qua vai). Phát thanh viên kỳ cựu Surojit Sen của Đài All India Radio đang cầm micrô ở bên phải.

Chiến tranh Ấn Độ-Pakistan năm 1971 là cuộc chiến thứ 3 trong số 4 cuộc chiến giữa hai quốc gia. Cuộc chiến này nổ ra do vấn đề tự trị của Đông Pakistan, Ấn Độ đã giành chiến thắng quyết định, sau đó đất nước Bangladesh đã ra đời.

### Giai đoạn Khẩn cấp
Các vấn đề kinh tế xã hội cùng với nạn tham nhũng tràn lan đã gây ra tình trạng bất ổn chính trị ngày càng nghiêm trọng trên khắp Ấn Độ, mà đỉnh điểm là phong trào Bihar. Năm 1974, Tòa án Cấp cao Allahabad đã phán quyết Indira Gandhi gian lận bầu cử khi lạm dụng bộ máy chính quyền cho mục đích bầu cử. Các đảng đối lập đã tổ chức các cuộc biểu tình và đình công trên toàn quốc đòi bà phải từ chức ngay lập tức. Nhiều chính đảng khác nhau đã tập hợp dưới sự lãnh đạo của Jaya Prakash Narayan để chống lại cái mà ông gọi là chế độ độc tài Gandhi. Không chỉ lãnh đạo các cuộc đình công trên khắp cả nước làm tê liệt nền kinh tế và hành chính quốc gia, Narayan thậm chí còn kêu gọi quân đội lật đổ Gandhi. Năm 1975, Gandhi đã khuyên Tổng thống Fakhruddin Ali Ahmed tuyên bố tình trạng khẩn cấp theo hiến pháp, cho phép chính quyền trung ương nắm quyền rộng rãi để bảo vệ luật pháp và trật tự trong nước. Lấy lý do đề phòng luật pháp và trật tự bị phá vỡ cũng như an ninh quốc gia bị đe dọa, Gandhi đã đình chỉ nhiều quyền tự do dân sự và hoãn các cuộc bầu cử ở cấp quốc gia và tiểu bang. Các chính phủ không do Đảng Quốc Đại nắm ở các bang của Ấn Độ đã bị giải tán, gần 1.000 nhà lãnh đạo và nhà hoạt động chính trị đối lập đã bị bỏ tù và một chương trình kiểm soát sinh sản bắt buộc được đưa ra. Các cuộc bãi công và biểu tình công cộng bị cấm hoàn toàn.
Nền kinh tế Ấn Độ hưởng lợi từ việc chấm dứt các cuộc đình công và bất ổn chính trị. Ấn Độ tuyên bố một chương trình 20 điểm giúp nâng cao sản lượng công nghiệp và nông nghiệp, và gia tăng việc làm. Nhưng nhiều cơ quan chính phủ và nhiều chính trị gia Đảng Quốc Đại đã bị buộc tội tham nhũng và chuyên quyền. Nhiều cảnh sát bị buộc tội vì bắt giữ và tra tấn những người vô tội. Cố vấn chính trị và cũng là con trai của Indira là Sanjay Gandh bị buộc tội lạm quyền. Sanjay bị quy trách nhiệm khi Bộ Y tế bắt buộc nam giới thắt ống dẫn tinh và triệt sản phụ nữ như một phần của sáng kiến kiểm soát sự gia tăng dân số; cũng như vụ phá bỏ các khu ổ chuột ở Delhi gần Cổng Turkmen, khiến hàng nghìn người thiệt mạng và nhiều người khác phải di dời.

### Janata can thiệp

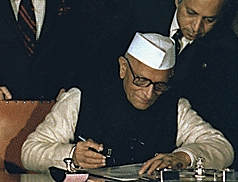
Morarji Desai, Thủ tướng đầu tiên của Ấn Độ không thuộc Đảng Quốc Đại, ký Tuyên bố "New Delhi" trong chuyến thăm của Tổng thống Mỹ Jimmy Carter.

Đảng Quốc Đại của Indira Gandhi đã kêu gọi tổng tuyển cử năm 1977, để rồi chịu thất bại đáng xấu hổ trước Đảng Janata - một liên minh giữa các đảng đối lập. Morarji Desai trở thành thủ tướng đầu tiên của Ấn Độ không phải thành viên Đảng Quốc Đại. Chính quyền Desai đã thành lập tòa án để điều tra các vụ lạm dụng trong thời kỳ Khẩn cấp, Indira và Sanjay Gandhi đã bị bắt sau một báo cáo từ Ủy ban Shah.
Năm 1979, liên minh tan rã và Charan Singh thành lập chính phủ lâm thời. Đảng Janata ngày càng giảm tín nhiệm vì để xẩy ra các cuộc bạo loạn trong nước, và đảng này bị coi là thiếu khả năng lãnh đạo trong việc giải quyết các vấn đề kinh tế và xã hội nghiêm trọng của Ấn Độ.

## Thập niên 1980

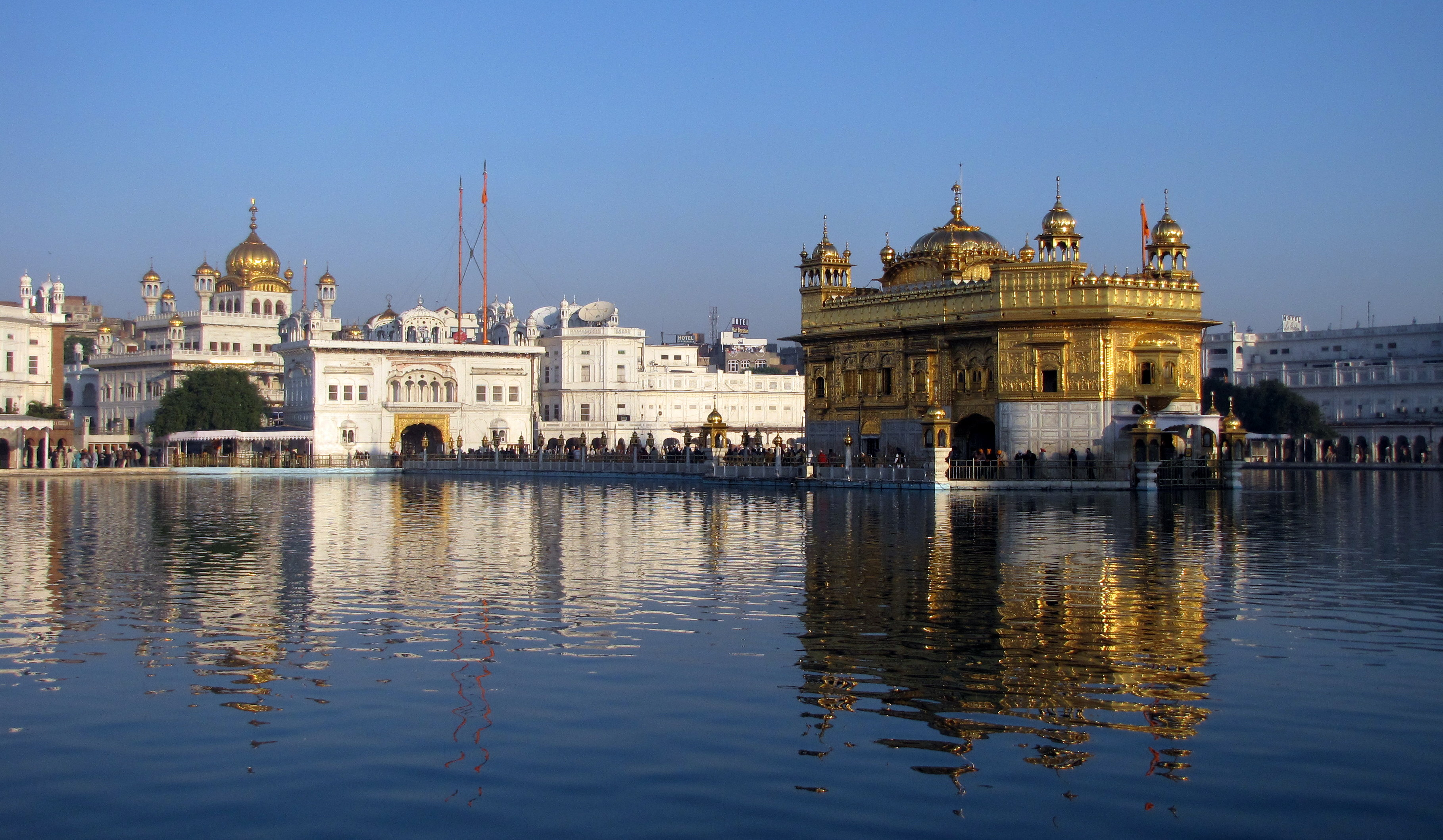
Akal Takht và Harmandir Sahib (Đền Vàng) được chính phủ Ấn Độ cho tu sửa sau chiến dịch Blue Star.

Indira Gandhi và nhóm nhỏ Đảng Quốc Đại của mình (gọi tắt là "Congress(I)") giành lại quyền lực khi giành được đa số phiếu trong cuộc bầu cử tháng 1 năm 1980.
Nhưng nguy cơ một cuộc nổi dậy ở Punjab đang đe dọa an ninh của Ấn Độ. Tại Assam đã xảy ra nhiều vụ bạo lực cộng đồng giữa dân làng bản địa và người tị nạn từ Bangladesh, cũng như những người định cư từ các vùng khác của Ấn Độ. Khi lực lượng vũ trang Ấn Độ thực hiện Chiến dịch Blue Star, đột kích vào nơi ẩn náu của các chiến binh Khalistan tự trị trong Đền Vàng - ngôi đền linh thiêng nhất của đạo Sikh - ở Amritsar, việc nhiều dân thường vô tội bị chết và ngôi đền bị hư hại đã làm bùng phát căng thẳng trong cộng đồng người Sikh trên khắp Ấn Độ. Chính phủ đã huy động rất nhiều cảnh sát để ngăn chặn các hoạt động của dân quân nổi dậy, hậu quả là quyền tự do của người dân bị đàn áp. Đông Bắc Ấn Độ bị tê liệt do cuộc đụng độ của Mặt trận Thống nhất Giải phóng Asom (United Liberation Front of Asom - ULFA) với lực lượng Chính phủ.
Vào ngày 31 tháng 10 năm 1984, các vệ sĩ theo đạo Sikh của Thủ tướng đã ám sát bà, sau đó các cuộc bạo động chống đạo Sikh đã nổ ra ở Delhi và một số vùng của Punjab, gây ra cái chết của hàng nghìn người theo đạo Sikh cùng với các vụ cướp bóc, đốt phá và hãm hiếp khủng khiếp. Các thành viên cấp cao của Đảng Quốc Đại được cho là có dính líu đến việc kích động bạo lực chống lại người Sikh. Cuộc điều tra của chính phủ cho đến nay vẫn chưa thể tìm ra nguyên nhân và trừng phạt thủ phạm, nhưng dư luận đổ lỗi cho các nhà lãnh đạo Đảng Quốc Đại đã chỉ đạo các cuộc tấn công nhằm vào người Sikh ở Delhi.

### Chính phủ Rajiv Gandhi

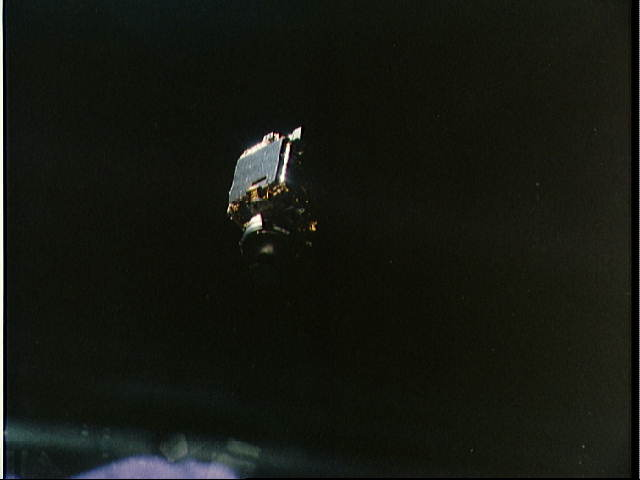
INSAT là hệ thống truyền thông nội địa lớn nhất khu vực Châu Á - Thái Bình Dương. Đó là một chuỗi các vệ tinh địa tĩnh được phóng bởi ISRO nhằm đáp ứng các hoạt động viễn thông, phát sóng, nghiên cứu khí tượng và tìm kiếm cứu nạn của Ấn Độ.

Đảng Quốc Đại đã chọn Rajiv Gandhi, con cả của Indira, làm Thủ tướng tiếp theo. Rajiv (1944-1991) mới được bầu vào Quốc hội năm 1982. Ở tuổi 40, ông là Thủ tướng và là lãnh đạo quốc gia trẻ nhất Ấn Độ. Nhưng tuổi trẻ và sự thiếu kinh nghiệm của ông lại lấy được niềm tui từ người dân, vốn đã mệt mỏi với sự kém hiệu quả và tham nhũng của những chính trị gia chuyên nghiệp, và đang mong ngóng những chính sách mới và một khởi đầu mới để giải quyết những vấn đề kinh niên của đất nước. Quốc hội bị giải tán và Rajiv lãnh đạo Đảng Quốc Đại giành chiến thắng đa số lớn nhất trong lịch sử (nắm 415 ghế trên tổng số 545 ghế), nhiều lá phiếu là để chia sẻ sự mất mát khi mẹ ông bị ám sát.
Rajiv Gandhi đã thực hiện nhiều cải cách: chính sách Raj giấy phép được nới lỏng, những hạn chế của chính phủ liên quan đến ngoại tệ, du lịch, đầu tư nước ngoài và nhập khẩu đều giảm đáng kể. Điều này cho phép doanh nghiệp tư nhân dùng tài nguyên và sản xuất hàng hóa thương mại mà không bị chính quyền can thiệp. Dòng vốn đầu tư từ nước ngoài đã làm tăng dự trữ quốc gia của Ấn Độ. Trên cương vị Thủ tướng, Rajiv đã phá vỡ tiền lệ của mẹ mình để cải thiện quan hệ với Hoa Kỳ, nhờ đó gia tăng viện trợ kinh tế và hợp tác khoa học. Sự khuyến khích khoa học và công nghệ của Rajiv đã dẫn đến phát triển mạnh ngành viễn thông và chương trình vũ trụ của Ấn Độ, đồng thời khai sinh ra ngành công nghiệp phần mềm và công nghệ thông tin.

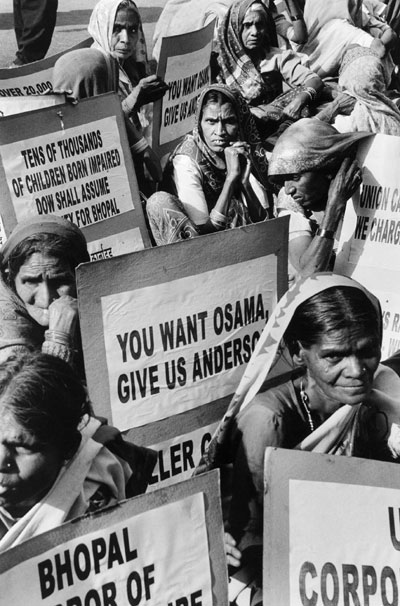
Nạn nhân thảm họa Bhopal tuần hành yêu cầu dẫn độ Warren Anderson (quốc tịch Mỹ, chủ tịch Union Carbide) từ Hoa Kỳ.

Tháng 12 năm 1984 đã xẩy ra một vụ rò rỉ khí gas tại nhà máy thuốc trừ sâu Union Carbide ở thành phố Bhopal, miền trung Ấn Độ. Hàng nghìn người đã chết ngay lập tức trong khi nhiều người khác chết từ từ hoặc bị tàn tật.
Năm 1987, Ấn Độ đã ký một thỏa thuạn với chính phủ Sri Lanka và đồng ý triển khai quân đội cho các chiến dịch gìn giữ hòa bình  ở Sri Lanka, khi đó đang có xung đột sắc tộc do Những con Hổ giải phóng Tamil phát động. Rajiv đã gửi binh sĩ Ấn Độ đến Sri Lanka theo thỏa thuận và giải giáp phiến quân Tamil, nhưng Lực lượng Gìn giữ Hòa bình Ấn Độ (IPKF), như đã biết, đã vướng vào cuộc leo thang bạo lực, cuối cùng đã nổ súng với chính phiến quân Tamil và trở thành một mục tiêu tấn công của những người Sri Lanka theo chủ nghĩa quốc gia. V. P. Singh đã rút lực lượng IPKF năm 1990, nhưng hàng nghìn binh sĩ Ấn Độ đã bỏ mạng. Việc Rajiv từ bỏ các chính sách xã hội chủ nghĩa đã không được phần đông dân chúng ủng hộ, vì họ không được hưởng lợi từ những tiến bộ mới. Thất nghiệp là một vấn nạn nghiêm trọng, trong khi dân số Ấn Độ ngày càng tăng càng gây áp lực lên các nguồn tài nguyên ngày càng khan hiếm.
Hình ảnh một chính trị gia trung thực của Rajiv Gandhi (ông được báo chí đặt cho biệt danh "Ngài Sạch sẽ" - Mr. Clean) đã tan vỡ khi vụ bê bối Bofors bị phanh phui, tiết lộ rằng các quan chức chính phủ cấp cao đã nhận hối lộ của một nhà sản xuất súng Thụy Điển trong các hợp đồng quốc phòng.

### Janata Dal
Trong cuộc tổng tuyển cử năm 1989, Đảng Quốc Đại của Rajiv nhận được đa số phiếu nhưng không quá bán, ít hơn nhiều so với số phiếu từng đưa ông lên đỉnh cao quyền lực.
Thay vào đó, sự ủng hộ lại đến với cựu bộ trưởng tài chính và quốc phòng của ông là VP Singh của Đảng Janata Dal. Singh đã bị thuyên chuyển từ Bộ Tài chính sang Bộ Quốc phòng sau khi ông phát hiện ra một số vụ bê bối khiến lãnh đạo Đảng Quốc Đại khó chịu. Singh sau đó đã tiết lộ vụ bê bối Bofors, và bị sa thải khỏi đảng và mất chức bộ trưởng. Trở thành một ngọn cờ đầu trong việc cải tổ và làm trong sạch chính phủ, Singh đã lãnh đạo liên minh Janata Dal chiếm được sự ủng hộ của đa số. Ông được Đảng Bharatiya Janata và các đảng cánh tả từ bên ngoài hậu thuẫn. Với tư cách Thủ tướng, Singh đã có chuyến thăm quan trọng tới Đền Vàng để hàn gắn những vết thương trong quá khứ. Ông đã thực hiện báo cáo của Ủy ban Mandal, để tăng hạn ngạch việc làm cho những người theo đạo Hindu thuộc đẳng cấp thấp.
Ngày 23 tháng 10 năm 1990, chinh quyền bang Bihar của Thủ hiến Lalu Prasad Yadav, theo lệnh của Thủ tướng, đã bắt giữ Advani ở Samastipur và ngăn chặn cuộc tuần hành Ram Rath Yatra của Advani khi chuẩn bị tới địa điểm Babri Masjid ở Ayodhya. Điều này đã khiến Đảng Bharatiya Janata ngừng ủng hộ chính phủ Singh, khiến chính phủ bị mất tín nhiệm trong cuộc bỏ phiếu tín nhiệm ở Quốc hội ngày 7 tháng 11 năm 1990, đồng nghĩa với việc chính phủ bị giải tán. Chandra Shekhar đã tách ra để thành lập Đảng Janata Dal (Xã hội chủ nghĩa), được Đảng Quốc Đại của Rajiv hậu thuẫn. Chính phủ mới cũng sụp đổ chỉ trong vòng vài tháng, khi Đảng Quốc Đại ngừng ủng hộ chính phủ này.

## Thập niên 1990
Thủ hiến bang Jammu và Kashmir khi đó là Farooq Abdullah (con trai của cựu Thủ hiến Sheikh Abdullah) đã tuyên bố liên minh với Đảng Quốc Đại cầm quyền cho cuộc bầu cử năm 1987. Nhưng cuộc bầu cử bị cáo buộc gian lận có lợi cho Farooq. Điều này đã dẫn đến cuộc nổi dậy có vũ trang cực đoan ở Jammu và Kashmir, một phần trong đó bao gồm những người đã thua bầu cử một cách bất công. Ấn Độ liên tục đổ lỗi cho Pakistan đã cung cấp hỗ trợ hậu cần, vũ khí, chiêu mộ và đào tạo tân binh cho các nhóm này.
Các báo cáo chỉ ra rằng phiến quân ở Kashmir đã tra tấn và giết những người Pandit Kashmir địa phương (một nhánh của người Hindu), buộc lượng lớn trong số họ phải rời Kashmir. Khoảng 90% người Pandit Kashmir đã rời khỏi Kashmir trong những năm 1990, dẫn đến sự thiếu vắng người Hindu ở Kashmir.
Vào ngày 21 tháng 5 năm 1991, khi cựu Thủ tướng Rajiv Gandhi thay mặt Đảng Quốc Đại (Indira) vận động tranh cử ở Tamil Nadu, một phụ nữ đánh bom liều chết của Những con Hổ giải phóng Tamil (LTTE) đã ám sát ông và nhiều người khác bằng cách gài bom vào thắt lưng và nghiêng người về phía trước khi tiến lên tặng vòng hoa cho Rajiv. Trong cuộc bầu cử, Đảng Quốc Đại (Indira) đã giành được 244 ghế quốc hội và thành lập một liên minh để trở lại nắm quyền dưới sự lãnh đạo của P.V. Narasimha Rao. Chính phủ do Đảng Quốc Đại lãnh đạo đã phục vụ đủ nhiệm kỳ 5 năm, đã khởi xướng một quá trình cải cách và tự do hóa kinh tế từng bước, giúp mở cửa nền kinh tế Ấn Độ với thương mại và đầu tư toàn cầu. Nền chính trị trong nước cũng có nhiều chuyển biến, khi sự liên kết truyền thống theo đẳng cấp, tín ngưỡng và sắc tộc đã nhường chỗ cho rất đông các đảng phái chính trị nhỏ, dựa theo khu vực.
Nhưng Ấn Độ cũng bị lung lay bởi bạo lực cộng đồng (xem Bạo loạn Bombay)  giữa người Hindu và người Hồi giáo đã cướp đi sinh mạng của hơn 10.000 người, sau khi người Hindu cực đoan đã phá hủy thánh đường Hồi giáo Babri Masjid ở khu vực tranh chấp Ram Janmabhoomi (nghĩa là "nơi sinh của Rama") ở Ayodhya năm 1992. Vào mùa xuân năm 1996, trong những tháng cuối cùng của nhiệm kỳ, chính phủ của Rao đã phải hứng chịu hậu quả của một số vụ bê bối tham nhũng chính trị lớn, góp phần dẫn đến kết quả bầu cử tồi tệ nhất của Đảng Quốc Đại trong lịch sử của mình khi Đảng Bharatiya Janata theo chủ nghĩa dân tộc Hindu nổi lên như một đảng đơn nhất lớn nhất Ấn Độ.

### Cải cách kinh tế
Bằng nhiều chính sách khởi xướng bởi Thủ tướng sau này P. V. Narasimha Rao và Bộ trưởng Tài chính khi đó là tiến sĩ Manmohan Singh, nền kinh tế Ấn Độ đã tăng trưởng nhanh chóng. Khủng hoảng cán cân thanh toán đã buộc phải có những cải cách kinh tế. Chính quyền Rao đã tư nhân hóa các tập đoàn nhà nước lớn nhưng thiếu hiệu quả và thua lỗ nặng. Chính phủ Mặt trận Thống nhất đã cố gắng có một chương trình phân bổ ngân sách tiến bộ để khuyến khích cải cách, nhưng cuộc khủng hoảng tài chính châu Á năm 1997 và bất ổn chính trị đã kéo theo sự trì trệ kinh tế. Chính quyền Vajpayee sau đó đã tiếp tục việc tư nhân hóa, giảm thuế, một chính sách tài khóa hợp lý nhằm giảm thâm hụt và nợ, đồng thời đẩy mạnh các sáng kiến xây dựng các công trình công cộng. Các thành phố như Bangalore, Hyderabad, Pune, và Ahmedabad đã vươn lên nổi bật và có tầm quan trọng về kinh tế, trở thành trung tâm của các ngành công nghiệp đang lên và điểm đến cho đầu tư nước ngoài cũng như các công ty đa quốc gia. Các chiến lược như xây dựng các Đặc khu Kinh tế — ưu đãi thuế, hạ tầng thông tin liên lạc tốt, luật thông thoáng — để thu hút các ngành công nghiệp đã mang lại hiệu quả ở nhiều nơi trên cả nước.
Một thế hệ ngày càng đông đảo gồm các chuyên gia được đào tạo bài bản và có tay nghề cao trong các lĩnh vực khoa học công nghệ bắt đầu thúc đẩy nền kinh tế Ấn Độ, đồng thời ngành công nghệ thông tin phát triển trên khắp Ấn Độ với sự gia tăng chóng mặt của máy tính. Các công nghệ mới và nguồn lao động có kĩ năng dồi dào đã làm tăng năng suất trong hầu hết các loại hình công nghiệp. Thị trường lao động Ấn Độ tiếp nhận nhiều đầu tư nước ngoài và các công việc thuê ngoài (outsourcing), giúp thúc đẩy hơn nữa tăng trưởng kinh tế của Ấn Độ. Một tầng lớp trung lưu lớn đã xuất hiện trên khắp Ấn Độ, điều này làm tăng nhu cầu và do đó thúc đẩy sản xuất nhiều loại hàng hóa tiêu dùng. Tỷ lệ thất nghiệp đang giảm dần và tỷ lệ nghèo đói đã giảm xuống còn khoảng 22%. Tổng sản phẩm quốc nội tăng trưởng hơn 7%. Trong khi vẫn còn những thách thức nghiêm trọng, Ấn Độ đang tận hưởng một thời kỳ mở rộng kinh tế đưa nước này lên vị trí hàng đầu trong nền kinh tế thế giới, và gia tăng tương ứng ảnh hưởng của mình về mặt chính trị và ngoại giao.

### Thời kỳ liên minh

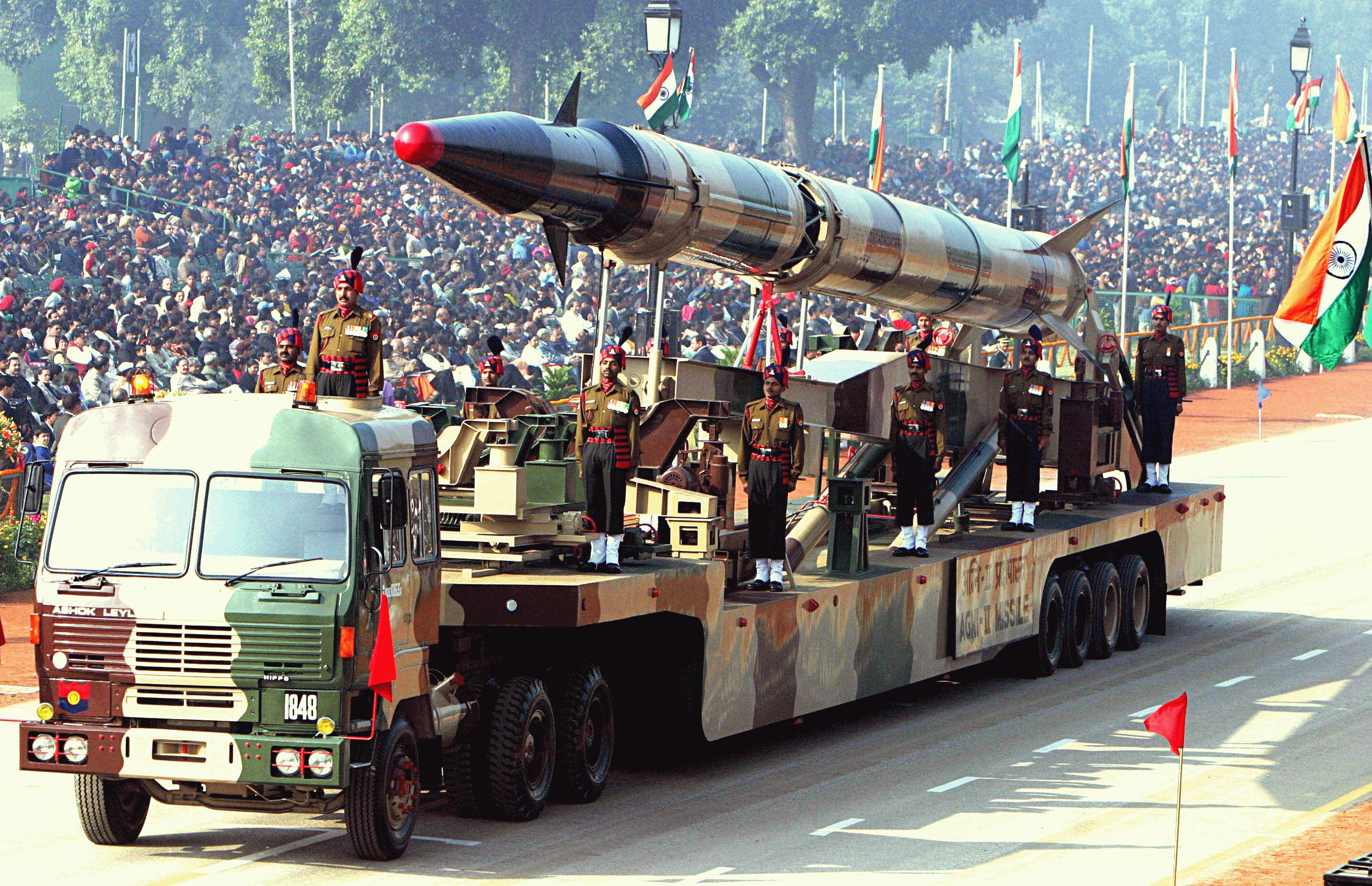
Tên lửa đạn đạo Agni-II có khả năng mang đầu đạn hạt nhân. Kể từ tháng 5 năm 1998, Ấn Độ tuyên bố chính thức trở thành quốc gia sở hữu vũ khí hạt nhân.

Đảng Bharatiya Janata (BJP) nổi lên từ cuộc bầu cử quốc gia tháng 5 năm 1996 với tư cách là đảng đơn nhất lớn nhất ở Lok Sabha nhưng không có đủ phiếu bầu để nắm đa số Quốc hội. Dưới thời Thủ tướng Atal Bihari Vajpayee, liên minh BJP đã nắm quyền được 13 ngày. Với việc tất cả các đảng phái chính trị muốn tránh một vòng bầu cử khác, một liên minh gồm 14 đảng do Janata Dal lãnh đạo đã vươn lên để thành lập một chính phủ được gọi là Mặt trận Thống nhất. Chính phủ Mặt trận Thống nhất của cựu Thủ hiến Karnataka H.D. Deve Gowda kéo dài chưa đầy một năm. Lãnh đạo của Đảng Quốc Đại đã rút lại sự ủng hộ vào tháng 3 năm 1997. Inder Kumar Gujral thay thế Deve Gowda làm Thủ tướng khi nhận được sự đồng thuận của liên minh Mặt trận Thống nhất gồm 16 đảng.
Tháng 11 năm 1997, Đảng Quốc Đại lại rút lại sự ủng hộ đối với Mặt trận Thống nhất. Các cuộc bầu cử mới vào tháng 2 năm 1998 đã mang lại cho BJP số ghế lớn nhất trong Quốc hội (182 ghế), nhưng số phiếu ghế này vẫn là rất ít so với đa số quá bán. Vào ngày 20 tháng 3 năm 1998, Tổng thống thành lập chính phủ liên minh do BJP lãnh đạo, Vajpayee một lần nữa giữ chức Thủ tướng. Vào ngày 11 và 13 tháng 5 năm 1998, chính phủ này đã tiến hành liên tiếp năm vụ thử vũ khí hạt nhân dưới lòng đất, được gọi chung là Pokhran-II - khiến Pakistan phải tiến hành các vụ thử của mình cùng năm đó.  Các vụ thử hạt nhân của Ấn Độ đã khiến Tổng thống Hoa Kỳ Bill Clinton và Nhật Bản áp đặt các biện pháp trừng phạt kinh tế đối với Ấn Độ theo Đạo luật ngăn chặn phổ biến vũ khí hạt nhân năm 1994 và khiến quốc tế lên án rộng rãi.
Vào những tháng đầu năm 1999, Thủ tướng Vajpayee đã có một chuyến đi lịch sử bằng xe buýt tới Pakistan và gặp Thủ tướng Pakistan Nawaz Sharif, ký tuyên bố hòa bình Lahore song phương.
Vào tháng 4 năm 1999, chính phủ liên minh do Đảng Bharatiya Janata (BJP) lãnh đạo đã tan rã, dẫn đến cuộc bầu cử mới vào tháng 9. Vào tháng 5 và tháng 6 năm 1999, Ấn Độ đã phát hiện ra một chiến dịch xâm nhập khủng bố được tính toán kỹ lưỡng, việc này dẫn đến Chiến tranh Kargil ở Kashmir, làm trật bánh tiến trình hòa bình đầy hứa hẹn mới chỉ bắt đầu ba tháng trước đó khi Thủ tướng Vajpayee thăm Pakistan và khánh thành tuyến xe buýt Delhi - Lahore. Quân đội Ấn Độ đã tiêu diệt những kẻ xâm nhập do Pakistan hậu thuẫn và giành lại các đồn biên phòng quan trọng trong cuộc chiến trên cao nguyên.
Nhận được sự ủng hộ tăng vọt sau khi giành chiến thắng quyết định trong cuộc xung đột Kargil, Liên minh Dân chủ Quốc gia - một liên minh mới do BJP lãnh đạo - đã giành được đa số quá bán để thành lập chính phủ với Thủ tướng là Vajpayee, vào tháng 10 năm 1999. Trước khi bước sang thiên niên kỷ mới, Ấn Độ phải hứng chịu sự tàn phá của một cơn bão đổ bộ vào Orissa, khiến ít nhất 10.000 người thiệt mạng.

## Thập niên 2000

### Đảng Bharatiya Janata cầm quyền

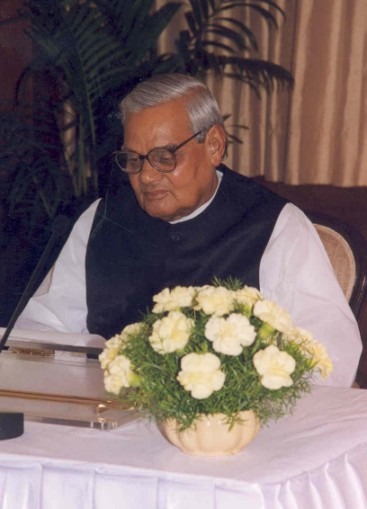
Atal Bihari Vajpayee đã trở thành Thủ tướng đầu tiên không thuộc Đảng Quốc Đại hoàn thành trọn vẹn nhiệm kỳ. Nhiệm kỳ của ông chứng kiến cơ sở hạ tầng phát triển nhanh chóng, quan hệ ngoại giao với Hoa Kỳ đựoc cải thiện, cải cách kinh tế, thử nghiệm hạt nhân, một số chiến thắng về quân sự và chính sách đối ngoại.

Tháng 5 năm 2000, dân số Ấn Độ vượt ngưỡng 1 tỷ người. Tổng thống Hoa Kỳ Bill Clinton đã có chuyến thăm mang tính đột phá tới Ấn Độ nhằm cải thiện quan hệ giữa hai quốc gia. Vào tháng Giêng năm 2001, các trận động đất lớn đã xảy ra tại bang Gujarat, khiến ít nhất 30.000 người thiệt mạng.
Thủ tướng Vajpayee đã gặp Tổng thống Pakistan Pervez Musharraf tại hội nghị thượng đỉnh đầu tiên giữa Pakistan và Ấn Độ sau hơn hai năm, vào giữa năm 2001. Nhưng cuộc gặp đã thất bại mà không có đột phá và thậm chí không có tuyên bố chung vì sự khác biệt về khu vực Kashmir.
Ba bang mới là Chhattisgarh, Jharkhand và Uttarakhand (tên cũ là Uttaranchal) đựoc thành lập vào tháng 11 năm 2000.
Chính phủ của Liên minh Dân chủ Quốc gia bị suy giảm tín nhiệm bởi các vụ bê bối chính trị (chẳng hạn như việc Bộ trưởng Quốc phòng George Fernandes bị cáo buộc nhận hối lộ) cũng như các báo cáo về thất bại tình báo dẫn đến những cuộc xâm nhập Kargil không bị phát hiện và thất bại rõ ràng trong cuộc hội đàm giữa Vajpayee với Tổng thống Pakistan. Sau vụ khủng bố 11 tháng 9, Hoa Kỳ đã dỡ bỏ các lệnh cấm vận áp dụng với Ấn Độ và Pakistan từ năm 1998. Động thái này được xem là món quà đáp lại sự hỗ trợ của hai nước cho cuộc chiến chống khủng bố. Căng thẳng có nguy cơ dẫn đến chiến tranh giữa Ấn Độ và Pakistan một lần nữa lại bùng lên khi Ấn Độ nã pháo hạng nặng vào các chốt quân sự của Pakistan dọc theo đường kiểm soát Ấn Độ - Pakistan, kéo theo vụ tấn công Quốc hội Ấn Độ năm 2001 và tình trạng báo động quân sự giữa hai nước từ 2001 - 2002.
Năm 2002, 59 người theo đạo Hindu trên đường trở về sau chuyến hành hương từ Ayodhya đã thiệt mạng trong một vụ cháy xe lửa ở Godhra, Gujarat. Điều này đã châm ngòi bạo lực ở Gujarat năm 2002, dẫn đến cái chết của 790 người Hồi giáo và 254 người theo đạo Hindu và với 223 người được báo cáo là mất tích.

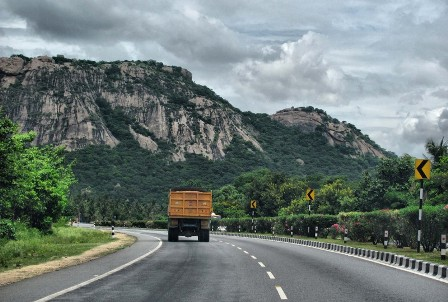
Một phần cao tốc Tứ giác Vàng. Dự án này được khởi động năm 2001 bởi chính phủ của Liên minh Dân chủ Quốc gia do Thủ tướng Atal Bihari Vajpayee lãnh đạo.

Trong năm 2003, Ấn Độ đã đạt được tiến bộ kinh tế nhanh chóng, chính trị ổn định và một sáng kiến hòa bình mới với Pakistan đã giúp chính phủ Ấn Độ gia tăng sự ủng hộ. Ấn Độ và Pakistan đã đồng ý nối lại các đường bay trực tiếp và phê chuẩn các chuyến bay trên không phận của nhau, và một hội nghị mang tính đột phá đã được tổ chức giữa chính phủ Ấn Độ và những người ly khai ôn hòa ở Kashmir. Dự án Tứ giác Vàng nhằm kết nối các góc của Ấn Độ với mạng lưới đường cao tốc hiện đại được khởi động năm 2001 và hoàn thành năm 2013.

### Đảng Quốc Đại trở lại
Tháng 1 năm 2004, Thủ tướng Vajpayee khuyến nghị giải tán sớm Lok Sabha và tổ chức tổng tuyển cử. Liên minh do Đảng Quốc Đại dẫn dắt đã giành chiến thắng bất ngờ trong cuộc bầu cử tổ chức vào tháng 5 năm 2004. Manmohan Singh trở thành Thủ tướng sau khi Chủ tịch Đảng Quốc Đại Sonia Gandhi, vợ góa của cựu Thủ tướng Rajiv Gandhi, từ chối giữ chức vụ này, nhằm tránh một cuộc tranh cãi về việc bà sinh ra ở nước ngoài liệu có bị coi là thiếu tiêu chuẩn để trở thành Thủ tướng. Đảng Quốc Đại thành lập một liên minh gọi là Liên minh Tiến bộ Thống nhất với các đảng xã hội chủ nghĩa và các đảng địa phương, đồng thời nhận được sự ủng hộ bên ngoài từ đảng Cộng sản Ấn Độ. Manmohan Singh trở thành người theo đạo Sikh đầu tiên nắm vị trí quyền lực nhất Ấn Độ. Singh tiếp tục tiến trình tự do hóa kinh tế, mặc dù đôi lúc những người theo chủ nghĩa xã hội và cộng sản Ấn Độ đã ngăn cản quá trình tư nhân hóa.
Đến cuối năm 2004, Ấn Độ bắt đầu rút một số binh lính khỏi Kashmir. Vào giữa năm sau, tuyến xe buýt Srinagar – Muzaffarabad được khánh thành, đánh dấu lần đầu tiên trong 60 năm có hoạt động vận tải giữa vùng Kashmir do Ấn Độ quản lý và vùng do Pakistan quản lý. Tuy nhiên, vào tháng 5 năm 2006, các tay súng Hồi giáo cực đoan bị tình nghi đã giết hại 35 người theo đạo Hindu trong các cuộc tấn công tồi tệ nhất ở Kashmir do Ấn Độ quản lý trong vài tháng.
Trận Động đất và sóng thần Ấn Độ Dương 2004 đã tàn phá biển đảo và duyên hải Ấn Độ, giết chết khoảng 18.000 người và khiến 650.000 người phải di dời. Sóng thần gây ra bởi một trận động đất dưới biết cực mạnh ngoài khơi Indonesia. Một năm sau, các thảm họa tự nhiên như trận lũ lụt Maharashtra 2005 (giết chết hơn 1.000 người) và động đất Kashmir 2005 (giết chết 79.000 người) tiếp tục đổ xuống tiểu lục địa. Tháng Hai 2006, chính phủ Liên minh Cấp tiến Thống nhất đã giới thiệu chương trình việc làm ở nông thông lớn nhất từ trước đến nay ở Ấn Độ, đặt mục tiêu xóa nghèo cho khoảng 60 triệu gia đình.

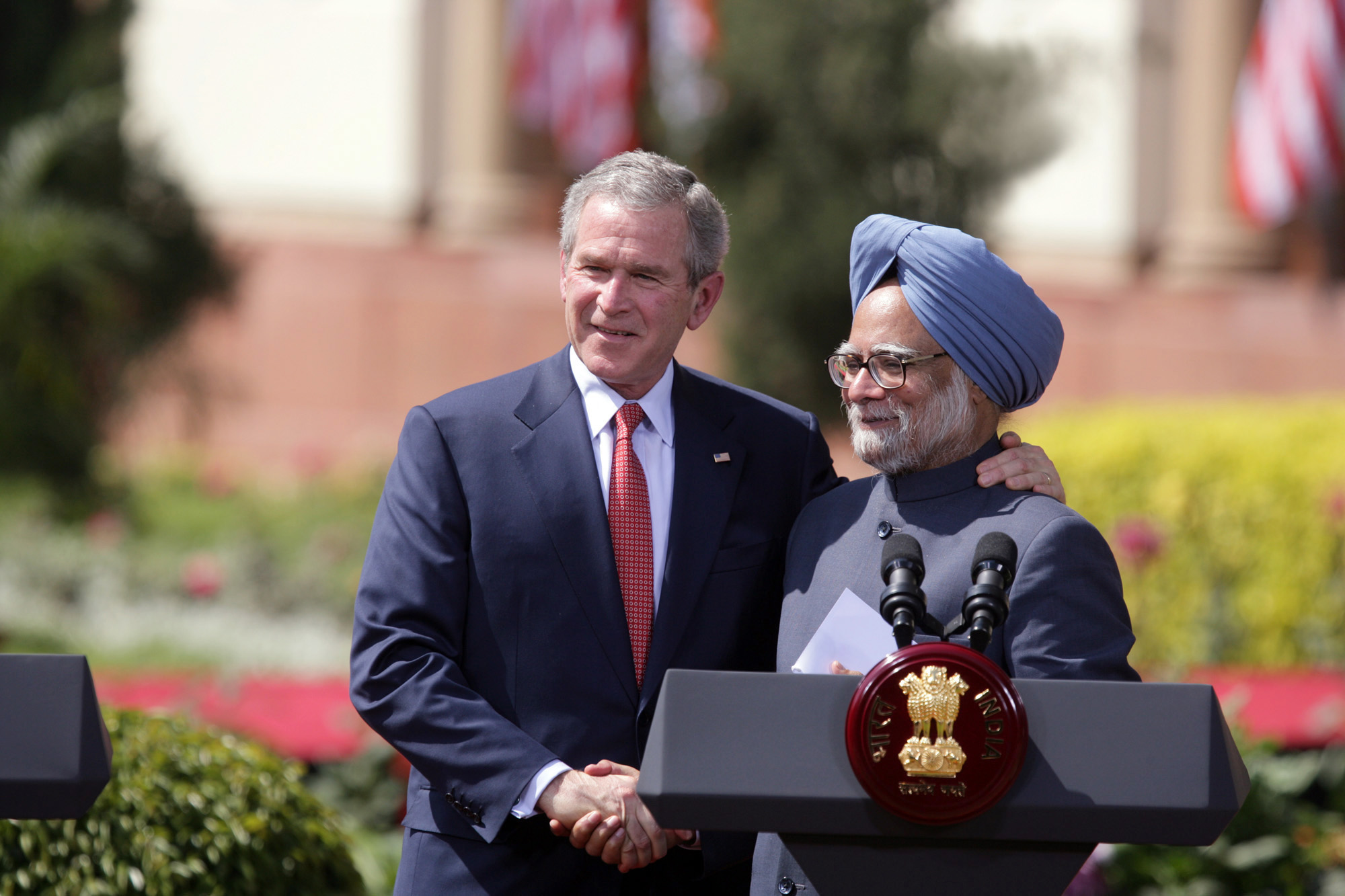
Tổng thống Hoa Kỳ George W. Bush và Thủ tướng Ấn Độ Manmohan Singh bắt tay nhau ở New Delhi ngày 2/3/2006 nhân cuộc họp về Thỏa thuận Hạt nhân Dân sự Mỹ-Ấn.

Hoa Kỳ và Ấn Độ đã ký Thỏa thuận Hạt nhân Dân sự Mỹ-Ấn trong chuyến thăm của Tổng thống Hoa Kỳ George W. Bush vào tháng 3 năm 2006. Theo thỏa thuận này, Hoa Kỳ cho phép Ấn Độ tiếp cận công nghệ hạt nhân dân sự trong khi Ấn Độ đồng ý xem xét kỹ lưỡng hơn chương trình hạt nhân của mình. Sau đó, Hoa Kỳ đã thông qua một đạo luật gây tranh cãi cho phép Ấn Độ mua các lò phản ứng hạt nhân và nhiên liệu của Hoa Kỳ lần đầu tiên sau 30 năm. Tháng 7 năm 2008, Liên minh Cấp tiến Thống nhất đã vượt qua một cuộc bỏ phiếu tín nhiệm sau khi các đảng cánh tả rút lại sự ủng hộ đối với thỏa thuận hạt nhân. Sau cuộc bỏ phiếu, một số đảng cánh tả và đảng địa phương đã thành lập một liên minh mới đối lập với chính phủ, cho rằng chính phủ đã tham nhũng. Trong vòng 3 tháng, sau khi Quốc hội Hoa Kỳ phê duyệt, George W. Bush đã ký thành luật một thỏa thuận hạt nhân với Ấn Độ, chấm dứt lệnh cấm thương mại hạt nhân kéo dài 3 thập kỷ của Mỹ với Delhi.
Năm 2007, Ấn Độ có nữ Tổng thống đầu tiên là bà Pratibha Patil. Có quan hệ lâu dài với gia tộc Nehru-Gandhi, Pratibha Patil từng là thống đốc bang Rajasthan trước khi trở thành ứng cử viên tổng thống được Sonia Gandhi ưu ái. Tháng 2 năm đó đã diễn ra vụ đánh bom tàu tốc hành Samjhauta, giết chết hàng chục công dân Pakistan ở Panipat, Haryana, Ấn Độ. Tính đến năm 2011, không ai bị buộc tội, mặc dù nó có liên quan đến Abhinav Bharat, một nhóm chính thống Ấn Độ giáo hoạt động ngầm do một cựu sĩ quan quân đội Ấn Độ đứng đầu.
Tháng 10 năm 2008, Ấn Độ đã thành công trong sứ mệnh đầu tiên lên Mặt Trăng, khi phóng tàu thăm dò Mặt Trăng không người lái mang tên Chandrayaan-1. Trước đó một năm, Ấn Độ đã phóng tên lửa vũ trụ thương mại đầu tiên của mình, mang theo một vệ tinh của Ý.

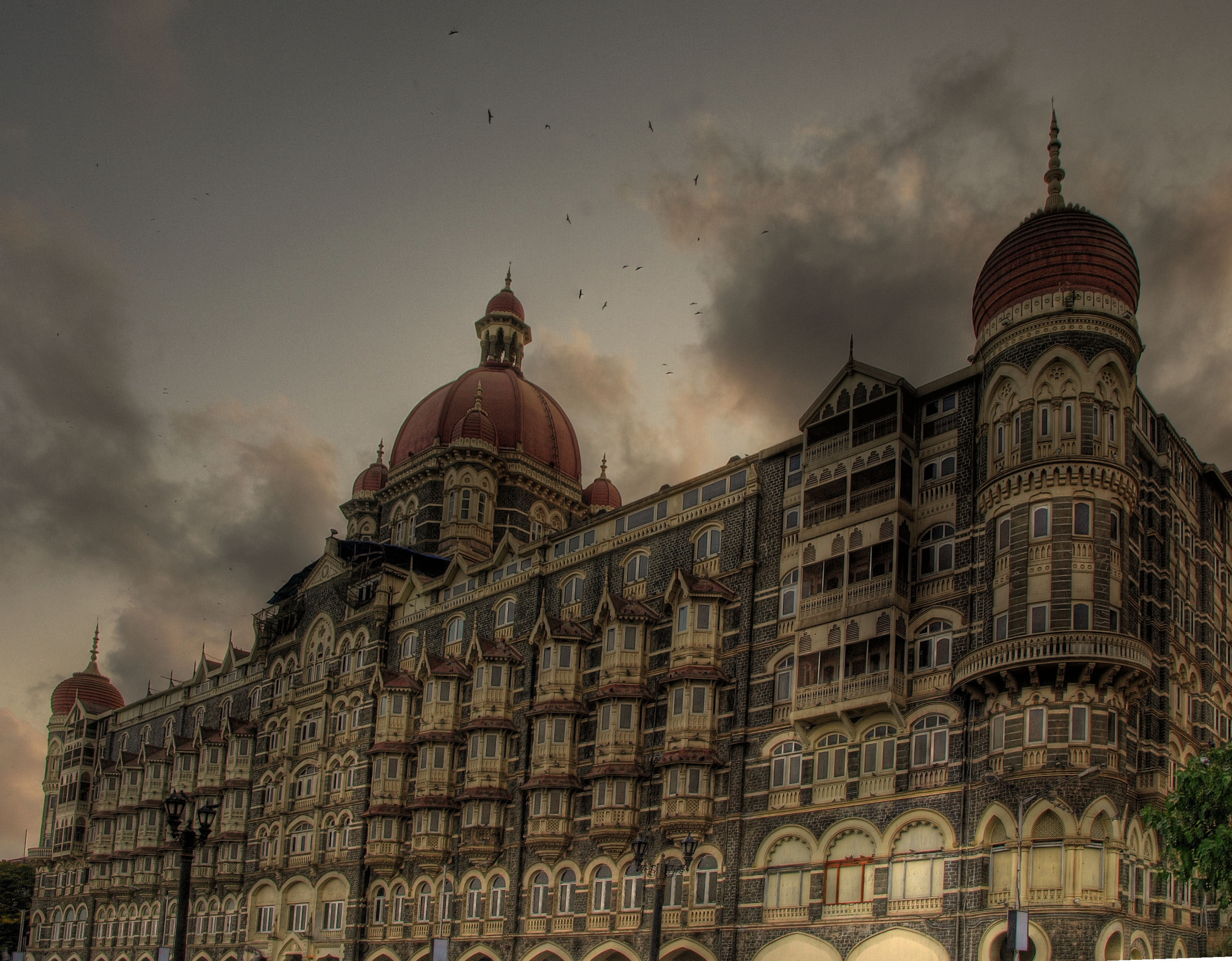
Ảnh chụp khách sạn Taj Mahal Palace bao phủ bởi khói trong cuộc tấn công Mumbai 2008.

Tháng 11 năm 2008 đã diễn ra vụ tấn công Mumbai. Ấn Độ quy trách nhiệm cho các phiến quân đến từ Pakistan và tuyên bố "tạm dừng" tiến trình hòa bình đang diễn ra.
Vào tháng 7 năm 2009, Tòa án Cấp cao Delhi đã bãi bỏ việc hình sự hóa quan hệ tình dục đồng tính tự nguyện, giải thích lại Mục 377 của Bộ luật Hình sự Ấn Độ thời Ấn Độ của Anh là vi hiến (Mục 377 đã hình sự hóa quan hệ tình dục tự nguyện giữa hai người đồng tính vì điều đó được coi là không tự nhiên).
Trong cuộc tổng tuyển cử ở Ấn Độ năm 2009, Liên minh Tiến bộ Thống nhất đã giành được chiến thắng thuyết phục và vang dội với 262 ghế, trong đó riêng Đảng Quốc Đại giành được 206 ghế. Tuy nhiên, chính phủ do Đảng Quốc Đại đứng đầu phải đối mặt với nhiều cáo buộc tham nhũng. Lạm phát tăng lên mức cao nhất mọi thời đại và giá cả hàng hóa lương thực ngày càng tăng đã gây ra sự lo lắng trên diện rộng.

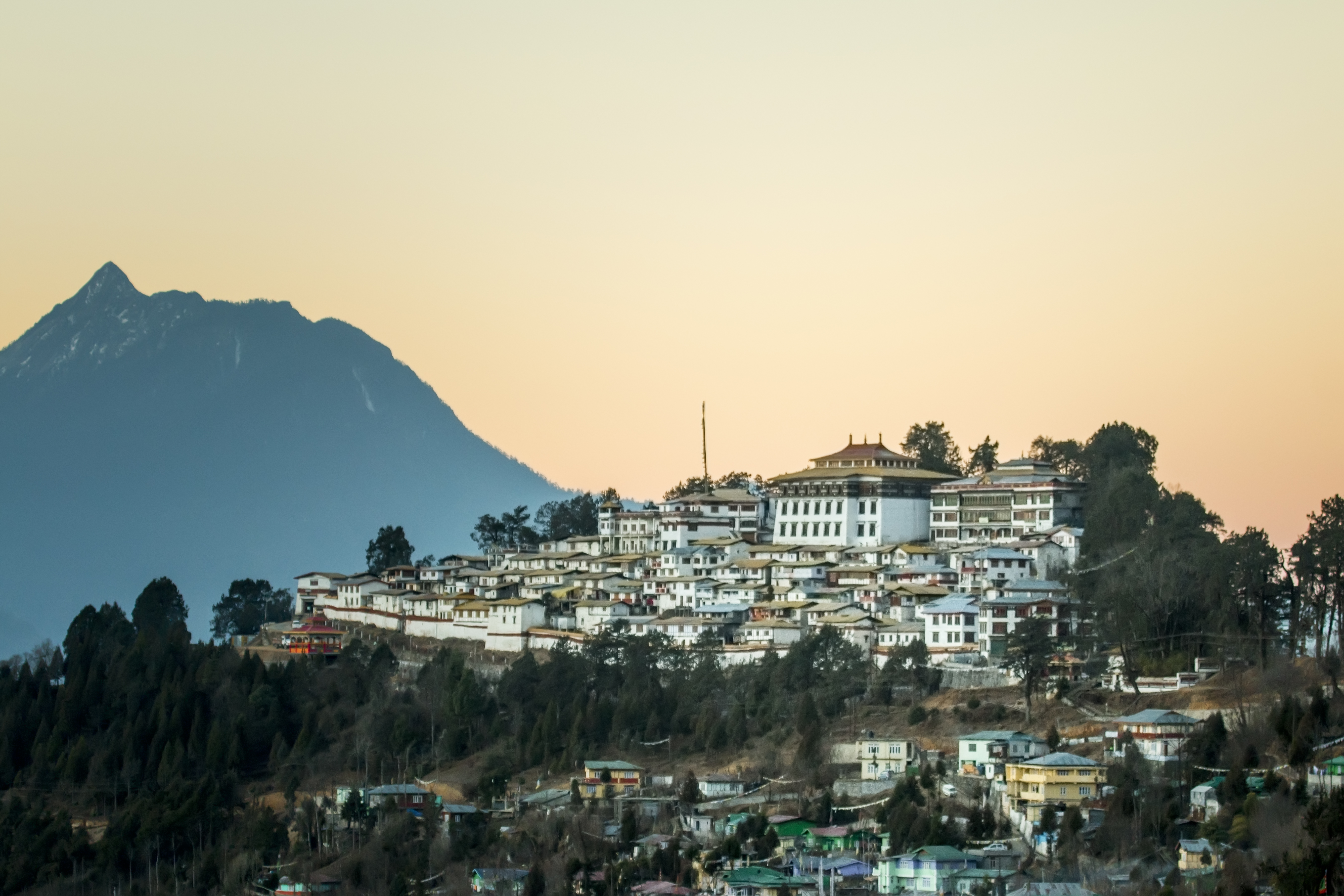
Tu viện Tawang ở Arunachal Pradesh là tu viện Phật giáo lớn nhất Ấn Độ và lớn thứ 2 thế giới, chỉ sau Cung điện Potala ở Lhasa, Tây Tạng. Đây là một trong số ít các tu viện của Phật giáo Tây Tạng không bị thiệt hại gì sau Cách mạng Văn hóa của Mao.

Vào ngày 8 tháng 11 năm 2009, bất chấp sự phản đối mạnh mẽ của Trung Quốc - nước tuyên bố toàn bộ Arunachal Pradesh là của riêng mình, Đức Đạt Lai Lạt Ma thứ 14 đã đến thăm Tu viện Tawang ở Arunachal Pradesh, đây là một sự kiện phi thường đối với người dân trong vùng, và vị trụ trì tu viện đã chào đón trọng thể Đức Lạt Ma.
Ấn Độ trong thế kỷ 21 đang đối mặt với phiến quân Naxalite theo chủ nghĩa Mao - "thách thức an ninh nội địa lớn nhất" của Ấn Độ theo lời Thủ tướng Manmohan Singh, và những căng thẳng khủng bố khác (chẳng hạn như các chiến dịch khủng bố Hồi giáo trong và ngoài Jammu và Kashmir và các phong trào ly khai ở Đông Bắc Ấn Độ). Chủ nghĩa khủng bố đã gia tăng ở Ấn Độ với các vụ đánh bom ở các thành phố hàng đầu như Mumbai, New Delhi, Jaipur, Bangalore và Hyderabad.  Trong thiên niên kỷ mới, Ấn Độ đã cải thiện quan hệ với nhiều quốc gia và liên minh nước ngoài bao gồm Hoa Kỳ, Liên minh châu Âu, Israel và Cộng hòa Nhân dân Trung Hoa. Nền kinh tế Ấn Độ phát triển với tốc độ rất nhanh. Ấn Độ hiện được coi là một siêu cường tiềm năng.

## Thập niên 2010

### Đảng Quốc Đại tiếp tục lãnh đạo

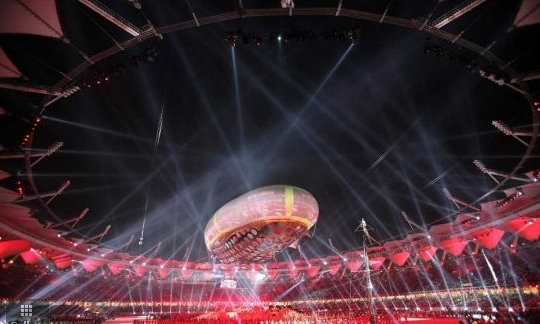
Lễ khai mạc Đại hội Thể thao Khối Thịnh vượng chung 2010 ở sân vận động Jawaharlal Nehru là một trong những sự kiện thể thao quốc tế lớn nhất từng được tổ chức ở Delhi và Ấn Độ.

Những lo ngại và tranh cãi liên quan đến Đại hội Thể thao Khối Thịnh vượng chung 2010 đã khiến Ấn Độ rung động, làm dấy lên những câu hỏi về uy tín của chính phủ, sau vụ tham nhũng mạng 2G và vụ lừa đảo của Hiệp hội Nhà ở Adarsh.
Giữa năm 2011, một nhà hoạt động xã hội nổi tiếng là Anna Hazare đã tổ chức một cuộc tuyệt thực tập thể kéo dài 12 ngày ở Delhi để phản đối tình trạng tham nhũng, sau khi các dự thảo của chính phủ nhằm thắt chặt luật chống tham nhũng không đáp ứng được yêu cầu của ông.
Bất chấp những điều trên, Ấn Độ cho thấy nhiều hứa hẹn với tốc độ tăng trưởng tổng sản phẩm quốc nội cao hơn. Vào tháng 1 năm 2011, Ấn Độ đảm nhận một ghế không thường trực trong Hội đồng Bảo an Liên hợp quốc nhiệm kỳ 2011-2012. Năm 2004, Ấn Độ đã nộp đơn xin một ghế thường trực trong Hội đồng Bảo an Liên hợp quốc, cùng với Brazil, Đức và Nhật Bản. Vào tháng 3, Ấn Độ đã vượt qua Trung Quốc để trở thành nhà nhập khẩu vũ khí lớn nhất thế giới.
Phong trào Telangana đạt đến đỉnh điểm vào các năm 2011–2012, dẫn đến việc hình thành bang thứ 29 của Ấn Độ, Telangana, vào tháng 6 năm 2014.
Vụ hiếp dâm tập thể ở Delhi năm 2012 đã thổi bùng lên những cuộc biểu tình quy mô lớn, kết quả là việc sửa đổi luật liên quan đến tội hiếp dâm và các tội ác chống lại phụ nữ. Vào tháng 4 năm 2013, vụ bê bối tài chính của tập đoàn Saradha bị phát hiện, khi mô hình Ponzi do tập đoàn này dựng lên đã sụp đổ (Saradha là một consortium gồm hơn 200 công ty tư nhân ở miền Đông Ấn Độ, gây ra thiệt hại ước tính khoảng 200–300 tỷ rupee Ấn Độ (4– 6 tỷ USD) cho hơn 1,7 triệu người gửi tiền. Vào tháng 12 năm 2013, Tòa án Tối cao Ấn Độ đã lật lại phán quyết của Tòa án Cấp cao Delhi về Điều 377, một lần nữa hình sự hóa quan hệ tình dục đồng giới tự nguyện giữa những người trưởng thành ở nước này.

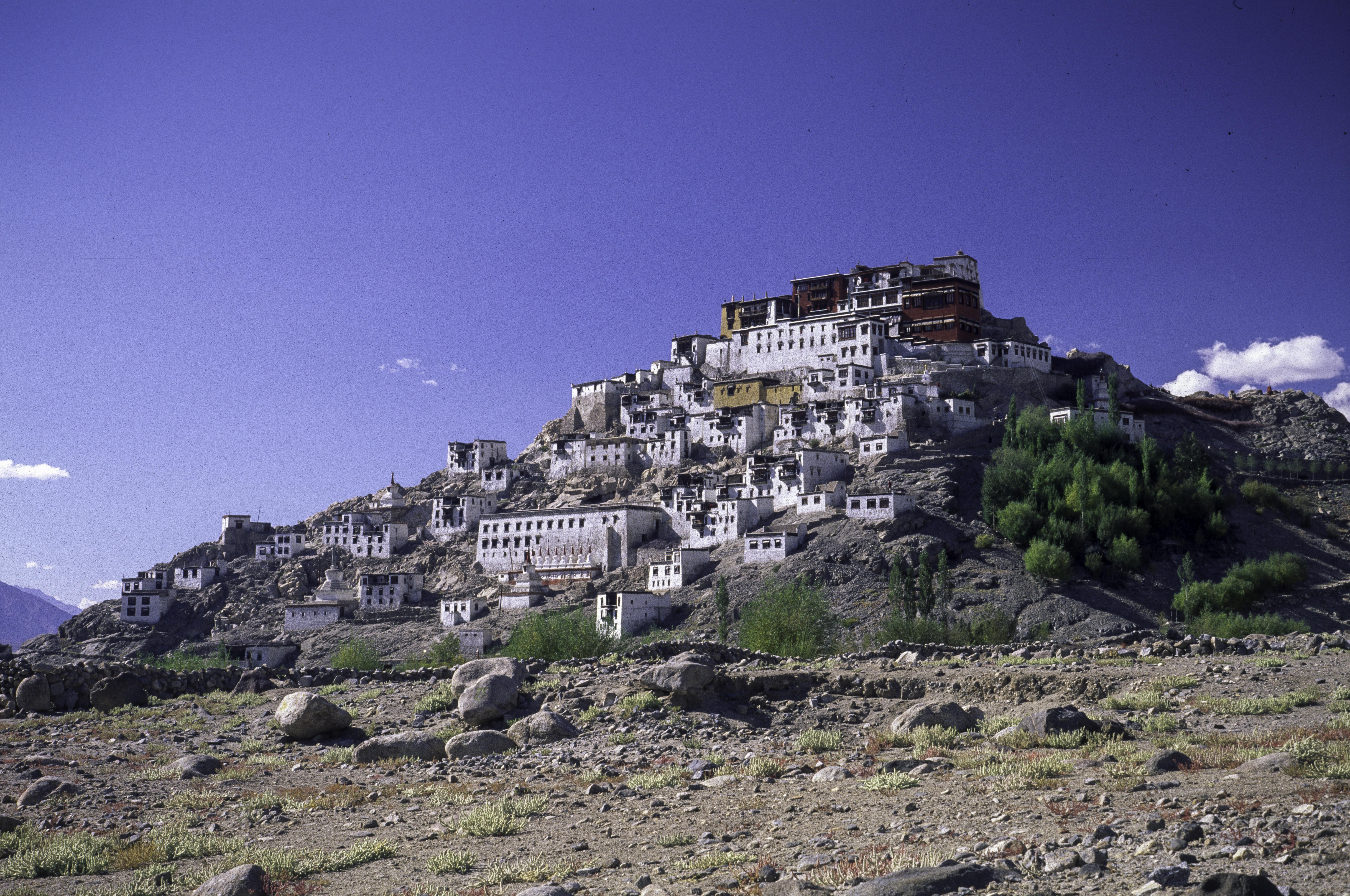
Lũ lụt ở Ladakh năm 2010 đã làm hư hại 71 thị trấn và làng mạc, bao gồm thị trấn thủ phủ của khu vực là Leh, và thị trấn Thiksey gần đó, nơi có Tu viện Thikse.

Vào tháng 8 năm 2010, mưa lớn và lũ lụt ở vùng Ladakh, Bắc Ấn Độ đã cướp đi sinh mạng của khoảng 255 người, trong khi ảnh hưởng trực tiếp đến 9.000 người. Vào tháng 6 năm 2013, một trận mưa lớn kéo dài nhiều ngày ở Uttarakhand và các bang khác ở Bắc Ấn Độ đã gây ra lũ lụt và lở đất kinh hoàng, với hơn 5.700 người "được cho là đã chết". Vào tháng 9 năm 2014, lũ lụt ở bang Jammu và Kashmir, sau những trận mưa lớn do gió mùa, đã giết chết khoảng 277 người và gây thiệt hại lớn về tài sản. Trong khi ở các khu vực lân cận của Pakistan, đặc biệt là ở Punjab, 280 người thiệt mạng do trận lũ này.
Từ tháng 8 tới tháng 9 năm 2013, các cuộc đụng độ giữa người theo đạo Hindu và đạo Hồi ở Muzaffarnagar, Uttar Pradesh đã khiến ít nhất 62 người chết, 93 người bị thương và hơn 50.000 người phải di tản.

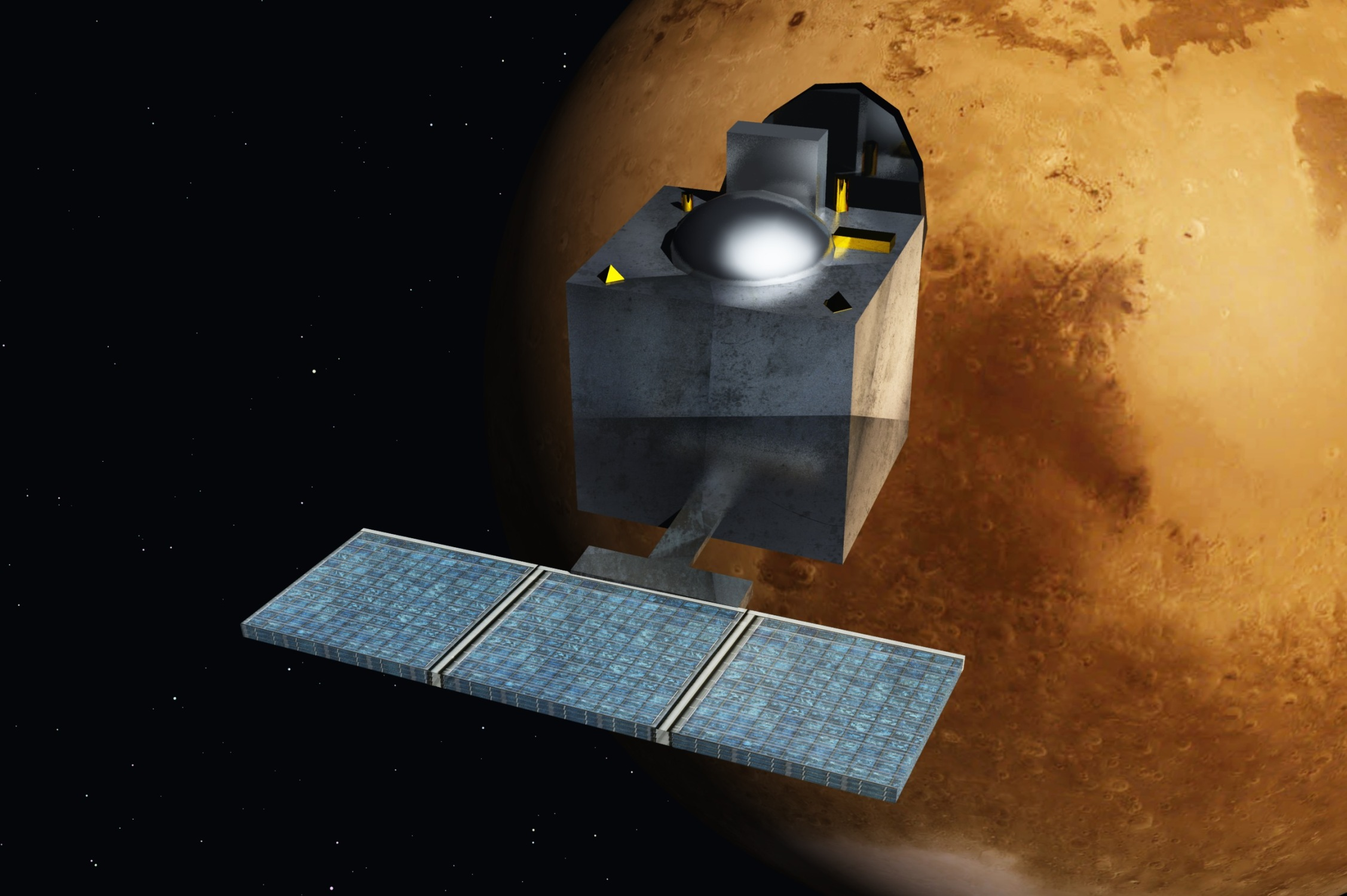
Một bản vẽ của nghệ sĩ về tàu vũ trụ Mars Orbiter Mission.

Vào tháng 11 năm 2013, Ấn Độ đã khởi động chương trình liên hành tinh đầu tiên của mình, Mars Orbiter Mission (thường được gọi là Mangalyaan) bay đến sao Hỏa và đã thành công, qua đó ISRO vào ngày 24 tháng 9 năm 2014, đã trở thành cơ quan vũ trụ thứ tư đến được sao Hỏa, sau Chương trình vũ trụ Liên Xô, NASA và Cơ quan Vũ trụ châu Âu. ISRO cũng trở thành cơ quan vũ trụ đầu tiên và Ấn Độ là quốc gia đầu tiên đến được sao Hỏa ngay trong lần phóng đầu tiên.

### 2014 – Chính phủ Đảng Bharatiya Janata (BJP) trở lại
Phong trào Hindutva ủng hộ chủ nghĩa dân tộc Ấn Độ giáo bắt nguồn từ những năm 1920 và vẫn là một lực lượng chính trị mạnh mẽ ở Ấn Độ. Đảng chính của tôn giáo này là Đảng Bharatiya Janata (BJP), kể từ khi thành lập vào năm 1980 đã giành chiến thắng trong các cuộc bầu cử, và sau thất bại bầu cử năm 2004 vẫn là một trong những lực lượng hàng đầu chống lại chính phủ liên minh của Đảng Quốc Đại. Cuộc tổng tuyển cử toàn quốc lần thứ 16 được tổ chức vào đầu năm 2014 đã chứng kiến một thắng lợi to lớn của BJP; nó đã giành được đa số tuyệt đối và thành lập một chính phủ dưới sự lãnh đạo của Narendra Modi, một nhà lãnh đạo BJP và là đương kim Thủ hiến bang Gujarat. Sự ủy thác sâu rộng và sự ủng hộ rộng rãi của cử tri dành cho chính phủ Modi đã giúp BJP giành chiến thắng trong một số cuộc bầu cử Quốc hội cấp bang ở Ấn Độ. Chính phủ Modi đã thực hiện một số sáng kiến và chiến dịch nhằm tăng cường sản xuất và phát triển cơ sở hạ tầng, đặc biệt là sáng kiến Make in India, Digital India và Swachh Bharat Abhiyan.

Chính phủ BJP đã giới thiệu Đạo luật Công dân, sửa đổi năm 2019, thổi bùng lên các cuộc biểu tình trên diện rộng.

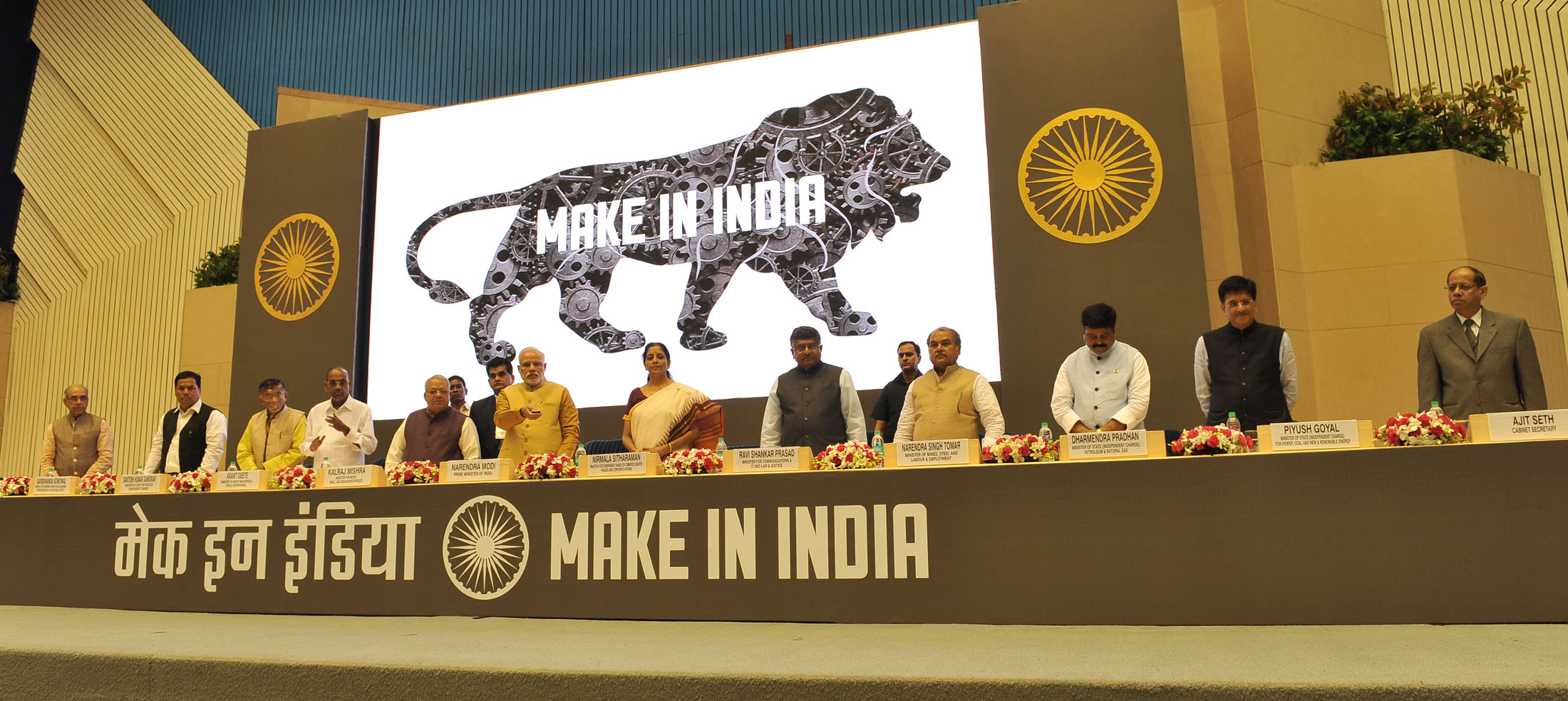
Thủ tướng Modi dự lễ ra mắt chương trình Make in India khuyến khích các công ty tăng cuờng đầu tư và sản xuất sản phẩm của họ ở Ấn Độ.
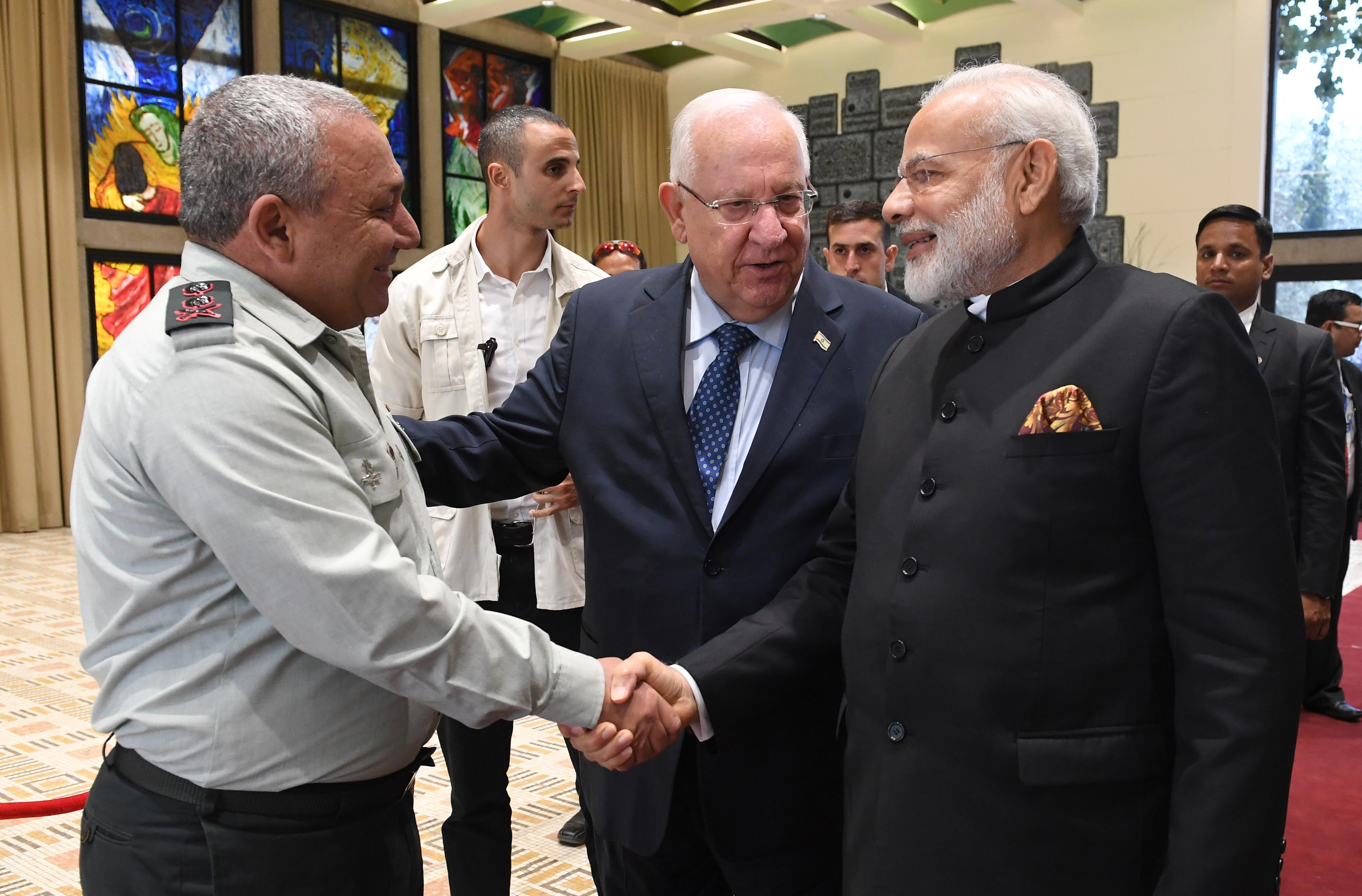
Tổng thống thứ 10 của Israel Reuven Rivlin and Tổng tư lệnh Lực lượng Phòng vệ Israel Gadi Eizenkot dón tiếp Thủ tướng Modi, Thủ tướng Ấn Độ đầu tiên viếng thăm Israel.
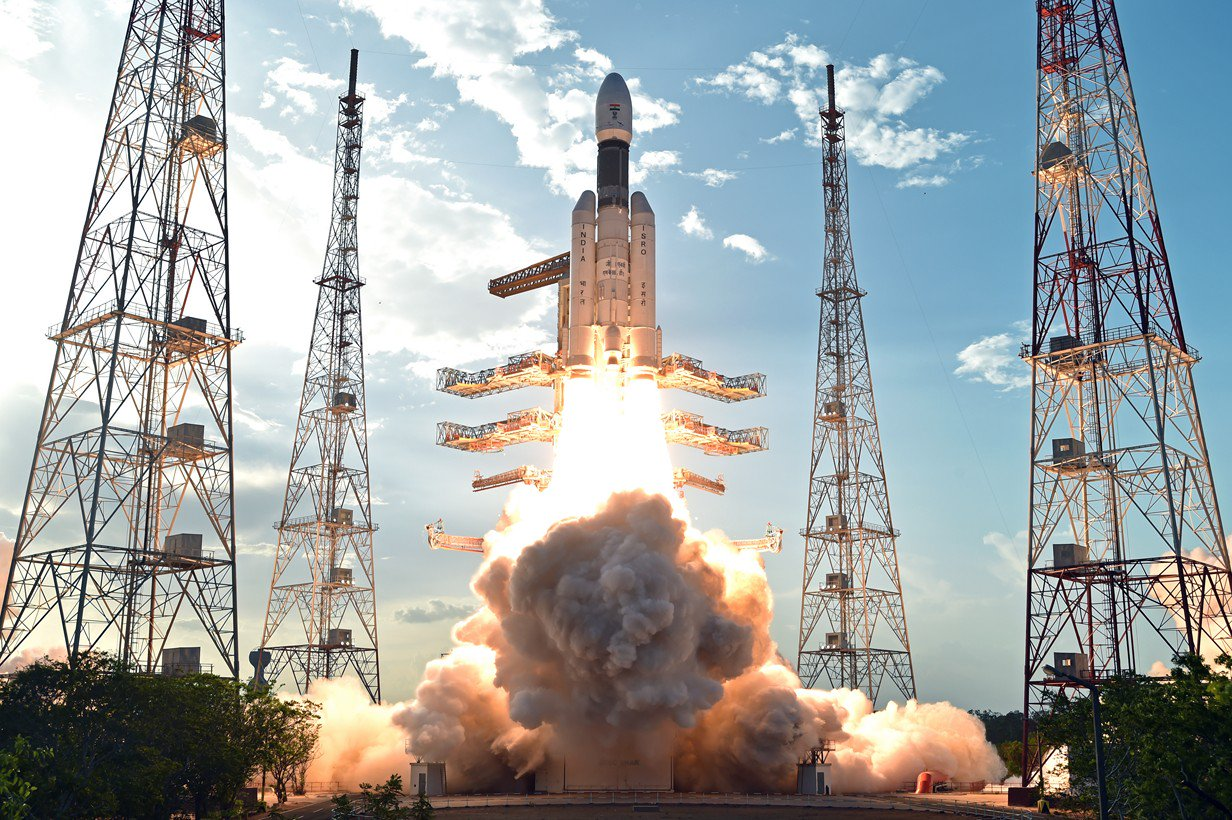
Tên lửa đẩy GSLV Mark III đựoc thiết kế để làm phưong tiện phóng cho các phi hành đoàn trong Chương trình Du hành Không gian có người lái của Ấn Độ do Thủ tướng Modi thông báo trong diễn văn chào mừng ngày Độc Lập năm 2018.

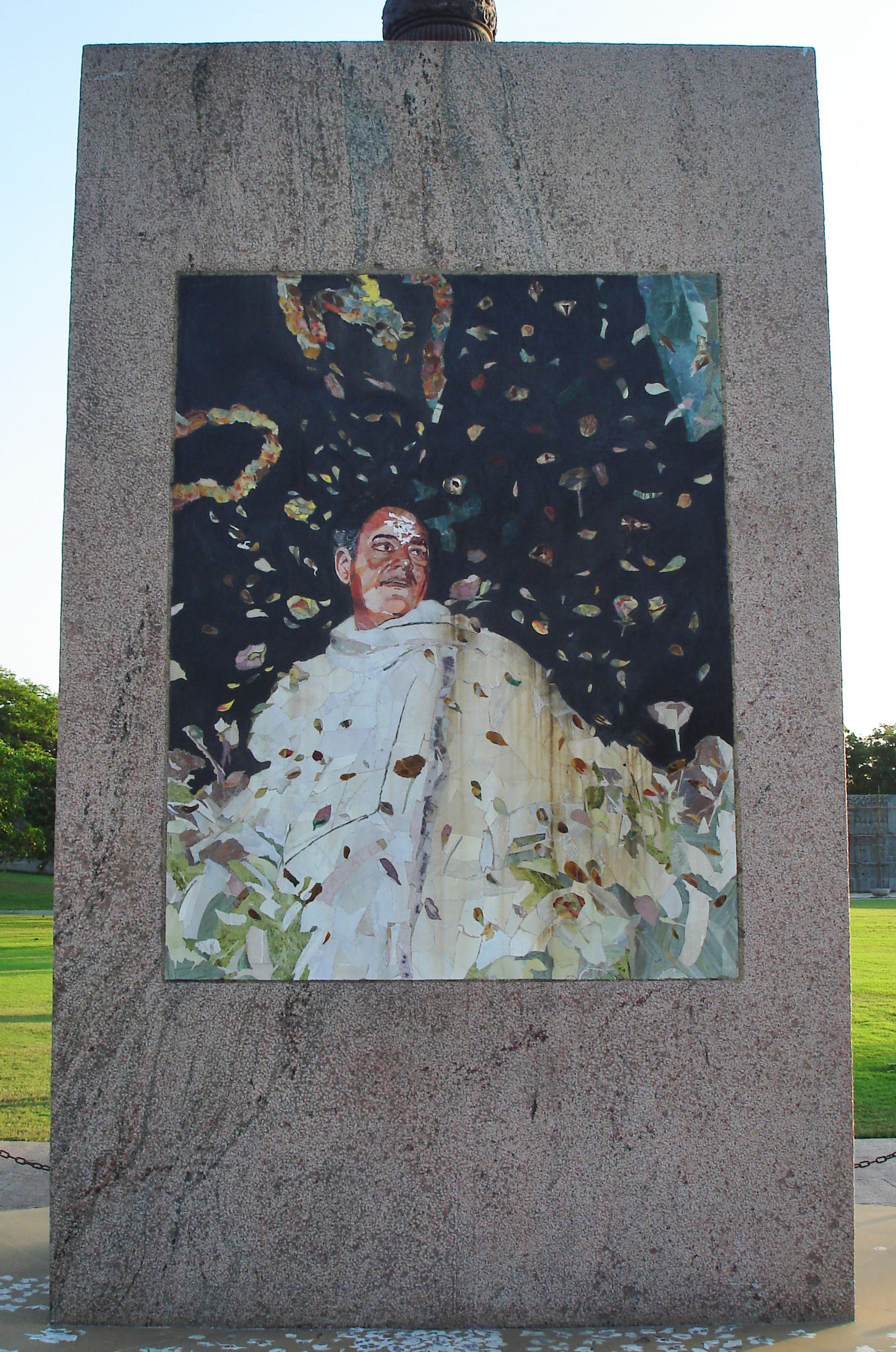
Bức tranh khảm đá ở vị trí chính xác nơi Rajiv Gandhi bị ám sát ở Sriperumbudur.

## Thập niên 2020

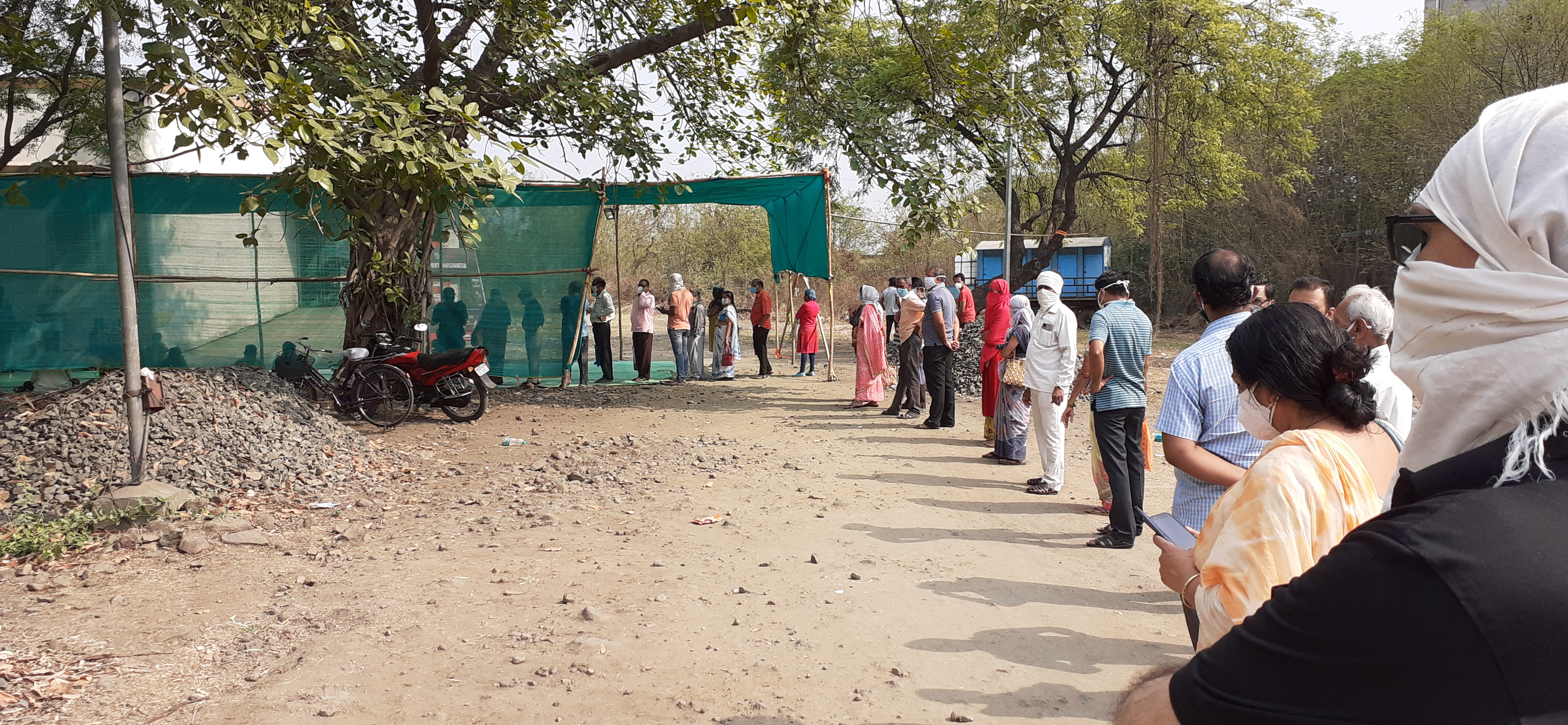
Xếp hàng chờ tiêm vaccine COVID-19 ở Nagpur ngày 1 tháng 5 năm 2021

Tháng Hai năm 2020, bạo loạn nổ ra ở Delhi. Một trong những nguyên nhân chính là để phản đối Đạo luật Công dân sửa đổi năm 2019. Công trình xây dựng đền Rama Janmabhoomi chính thức được tái khởi động ngày 5 tháng 8 năm 2020. Xu hướng bạo loạn tiếp diễn trong năm 2020, Đạo luật Nông nghiệp Ấn Độ 2020 đã khơi mào cho cuộc biểu tình của nông dân Ấn Độ vào tháng 8 năm 2020.

### Đại dịch COVID-19
Đại dịch COVID-19 ở Ấn Độ bắt đầu vào ngày 30 tháng 1 năm 2020, khi có ca nhiễm đầu tiên được báo cáo ở Thrissur. Tháng 9 năm 2020, Bộ trưởng Y tế Ấn Độ Harsh Vardhan cho biết đất nước đã lên kế hoạch để phê duyệt và bắt đầu phân bổ vaccine trong quý I năm 2021. Tiêm chủng vaccine phòng COVID-19 bắt đầu ở Ấn Độ từ ngày 16 tháng 1 năm 2021. Tới cuối tháng 4/2021, làn sóng lây nhiễm thứ hai đã bùng phát trên khắp cả nước với hậu quả nghiêm trọng. Đợt lây nhiễm này khiến hệ thống y tế quá tải và chịu nhiều sức ép, trong đó phải kể đến tình trạng thiếu oxy y tế. Số ca bệnh mới bắt đầu giảm dần từ cuối tháng 5 và việc tiêm chủng được tăng tốc trở lại.